# التطورات في دبي
التطورات في دبي اتخذت حكومة دبي قراراً بالتنويع من اقتصاد قائم على التجارة ويعتمد على النفط إلى اقتصاد موجه نحو الخدمات والسياحة. وقد أدى هذا إلى جعل العقارات وغيرها من المشاريع التطويرية أكثر قيمة، مما أدى إلى طفرة عقارية في الفترة من 2004 إلى 2006. وقد أدى البناء على نطاق واسع إلى تحويل دبي إلى واحدة من أسرع المدن نمواً في العالم. هناك عدد من المشاريع الضخمة التي هي قيد الإنشاء حاليًا أو سيتم إنشاؤها في المستقبل. ونظرًا إلى أعمال البناء الكثيفة التي تجري في دبي، تعمل في دبي 30 ألف رافعة بناء، أي ما يعادل 25% من الرافعات في جميع أنحاء العالم. بسبب الطفرة في البناء، حصلت دبي على العديد من الأرقام القياسية المتعلقة بالبناء، والتي تشمل: أطول برج في العالم (برج خليفة)، وأكبر مركز تسوق في العالم (دبي مول)، وأكبر نافورة في العالم (نافورة دبي)، وأكبر مركز تسوق في العالم (دبي مول)، وأكبر مركز تسوق في العالم (دبي مول). وأطول فندق (فندق جيفورا).
في عام 2009، علق أو التخلي عن العديد من مشاريع البناء العقارية، بسبب الأزمة المالية المتفاقمة في 2007و2010. وقد أدى ذلك أيضًا إلى انخفاض أسعار العقارات بشكل كبير في جميع أنحاء دولة الإمارات العربية المتحدة، ولكن على الأخص في دبي. توصلت دراسة أجرتها وكالة دبي للتنظيم العقاري إلى إلغاء أكثر من 200 مشروع بين عامي 2009 و2011. وفي عام 2013، أنشأ رئيس الوزراء الشيخ محمد بن راشد آل مكتوم لجنة للنظر في تصفية مشاريع البناء المتوقفة لسداد مستحقات المستثمرين.
وجدت دراسة أجراها خبراء اقتصاديون في عام 2022، تمكنوا من الوصول إلى بيانات عقارية مسربة في دبي عن 800 ألف عقار، أن ما لا يقل عن 146 مليار دولار من الثروات الأجنبية المستثمرة في سوق العقارات في دبي، وهو ضعف إجمالي العقارات التي يحتفظ بها الأجانب في المملكة المتحدة من خلال شركات وهمية. ووجدت الدراسة أن ما يقرب من 20% من العقارات الخارجية في دبي مملوكة للهنود في حين أن 10% مملوكة للبريطانيين، وأن "عددًا من الدول التي تمزقها الصراعات والأنظمة الاستبدادية تمتلك ممتلكات كبيرة في دبي مقارنة بحجم اقتصادها". ". ومن خلال مقارنة البيانات المسربة مع البيانات الإدارية النرويجية، وجدت الدراسة أن 70% من العقارات المملوكة للنرويجيين في دبي لم يتم إدراجها في الإقرارات الضريبية للنرويجيين، الأمر الذي أثار تساؤلات حول الاستثمارات العقارية في دبي كشكل من أشكال التهرب الضريبي.

## المناطق في إعادة التطوير

### ميناء راشد

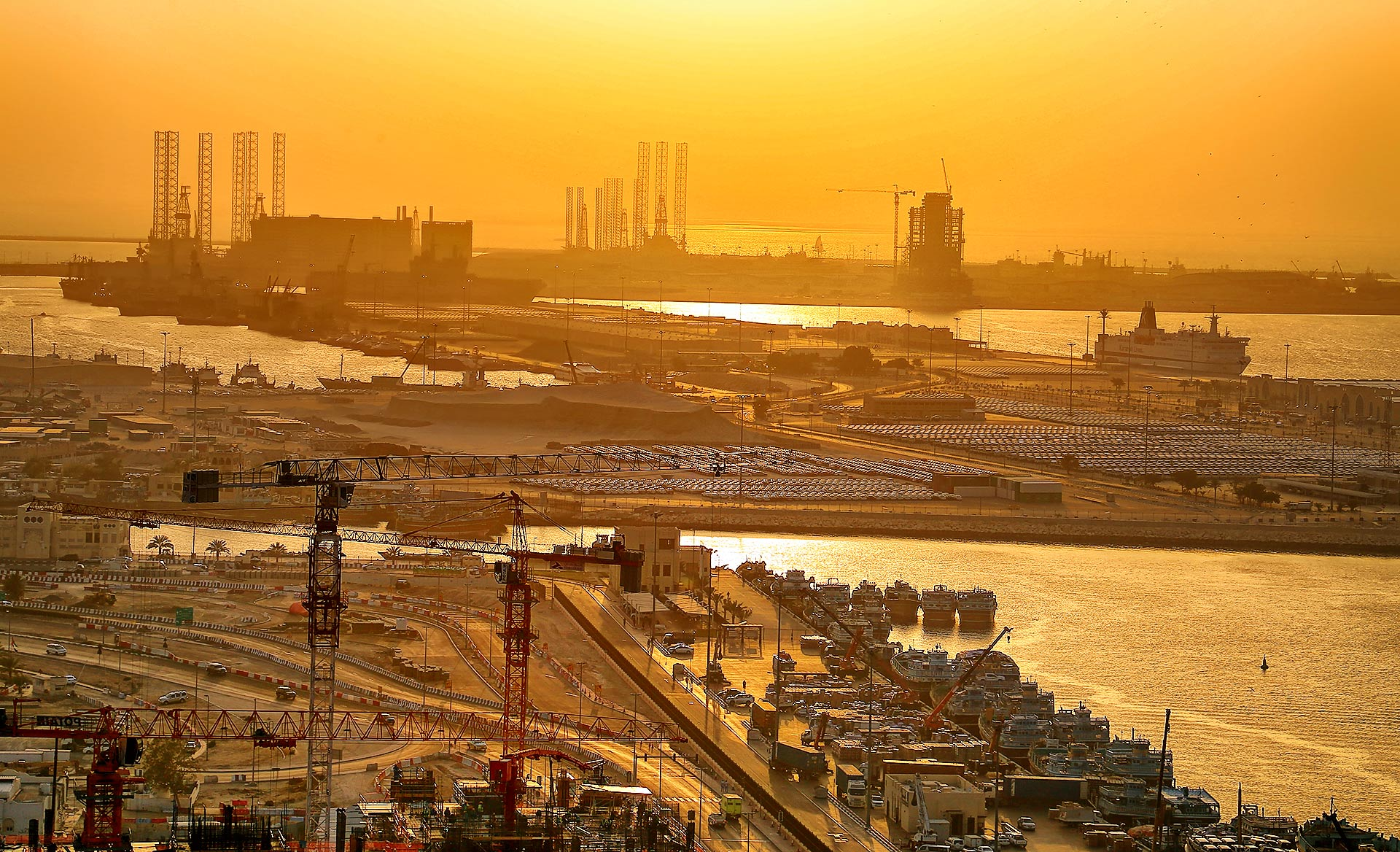

ميناء راشد، ويشار إليه أيضًا باسم ميناء راشد، هو محطة رحلات بحرية من صنع الإنسان في دبي، الإمارات العربية المتحدة. كان أول ميناء تجاري في دبي. وفي عام 2018 انتقلت عمليات الشحن إلى ميناء جبل علي. وهي حاليًا بمثابة وجهة ساحلية على الواجهة البحرية، ووجهة سياحية، ومنطقة سكنية.
مركز دبي التجاري العالمي
هذا القسم مقتطف من مركز دبي التجاري العالمي.
مركز دبي التجاري العالمي (وسط)

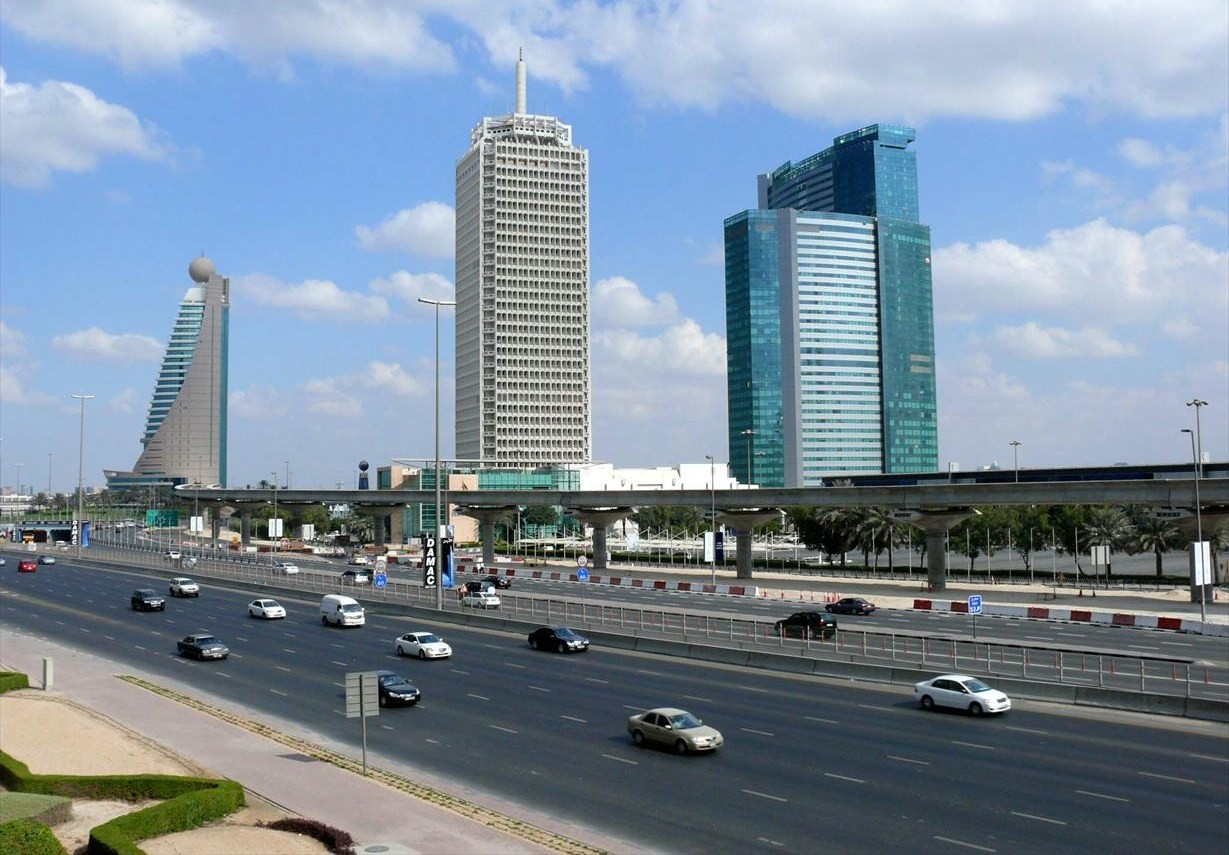
مركز دبي التجاري العالمي.

يعتبر مركز دبي التجاري العالمي (DWTC) أحد مراكز تسهيل الأعمال العالمية منذ عام 1979، وهو مركز بارز للمؤتمرات والمعارض مصمم لهذا الغرض. يوفر مركز دبي التجاري العالمي منصة لربط الأشخاص والمنتجات والابتكارات والأفكار من جميع أنحاء العالم من خلال تقويم ديناميكي للمعارض التجارية الدولية وقائمته الخاصة من الأحداث الكبرى الرائدة في القطاع. بصفته منطقة حرة محددة، تكملها العقارات التجارية الحائزة على جوائز، يلعب مركز دبي التجاري العالمي دورًا أساسيًا في قصة نمو دبي والمنطقة بإجمالي ناتج اقتصادي يقدر بـ 200 مليار درهم إماراتي، ويجذب أكثر من 30 مليون زائر أعمال إلى دبي على مدار العقود الأربعة الماضية.

## التطورات المكتملة

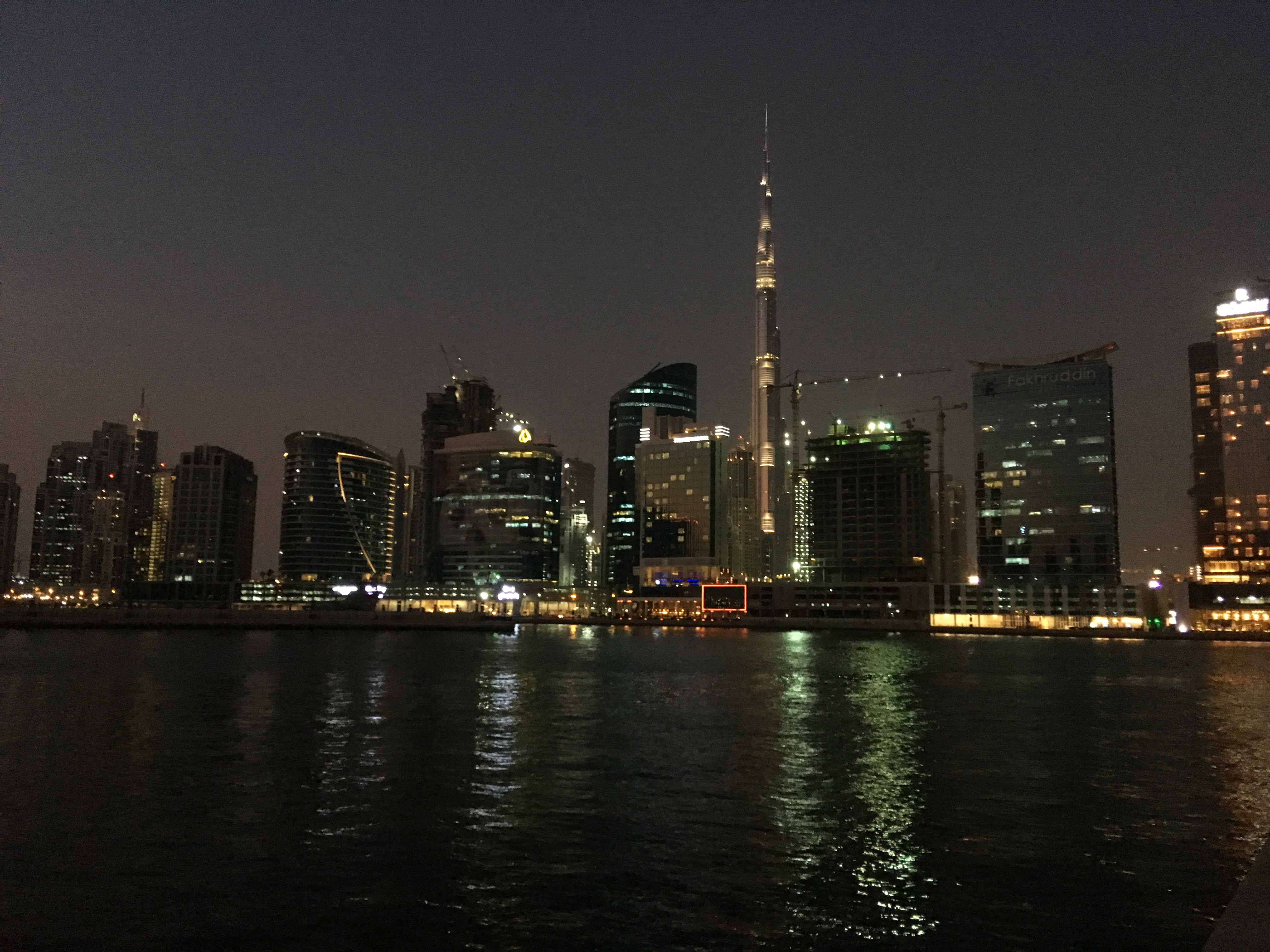
برج خليفة ليلاُ

### برج خليفة
برج خليفة هو ناطحة سحاب شاهقة في منطقة «وسط مدينة دبي» في دبي، الإمارات العربية المتحدة. يعد المبنى جزءًا من مشروع تطوير ضخم يقع عند "التقاطع الأول" (المعروف أيضًا باسم "دوار الدفاع") على طول شارع الشيخ زايد في شارع الدوحة. شركة سكيدموري، أوينغس وميريل في شيكاغو هي المهندس المعماري الرئيسي والمهندس الإنشائي والمهندس الميكانيكي للبرج. جورج جيه. إفستاثيو من سكيدموري، أوينغس وميريل هو الشريك الإداري في المشروع، بينما كان أدريان سميث، الذي كان يعمل سابقًا في سكيدموري، أوينغس وميريل، هو شريك التصميم. اجري مراجعة الطرف الثالث بواسطة شركة التصميم الهندسي الإنشائي. وهو أطول منشا في العالم.
قد تتنافس العديد من المشاريع الضخمة الأخرى في مختلف حالات التخطيط والبناء على لقب "أطول مبنى". خطط لأحد المنافسين الرئيسيين لبرج خليفة في موقع يبعد 50 كم (31 ميل) فقط عن موقع برج خليفة. طور برج النخيل من قبل شركة نخيل العقارية، والذي كان من المفترض أن يبلغ ارتفاعه حوالي 1400 متر (4600 قدم)، ولكن ألغى المشروع في ديسمبر 2009.
صمم برج خليفة ليكون محور مشروع واسع النطاق ومتعدد الاستخدامات يضم 30 ألف منزل وتسعة فنادق مثل فندق داون تاون، و2.5 هكتار (6 فدان) من الحدائق، على الأقل 19 برجاً سكنياً، ودبي مول، وبحيرة برج دبي الصناعية التي تبلغ مساحتها 12 هكتاراً. كلف التطوير الذي تبلغ مساحته 500 فدان (2.0 كيلومتر مربع) حوالي 20 مليار دولار أمريكي. يغطي البرج إجمالي مليوني متر مربع (22 مليون قدم مربع) من التطوير.
أعيد المبنى الخرساني ذو الغلاف الزجاجي الفضي لقب أطول هيكل على وجه الأرض إلى الشرق الأوسط، وهو اللقب الذي لم تحمله المنطقة منذ أن أطاحت كاتدرائية لينكولن بعهد الألفية الرابعة للهرم الأكبر في الجيزة في مصر في عام 1311 بعد الميلاد.
افتتح برج خليفة هايتس، أعلى مكتب بريد في العالم، في الطابق 148 من برج خليفة. اجرى التطوير للاحتفال بإطلاق طابع رسمي بقيمة 3 دراهم، والذي يحتوي على صورة للمبنى ويحتفل بالذكرى السادسة لتأسيسه.

### مول الإمارات

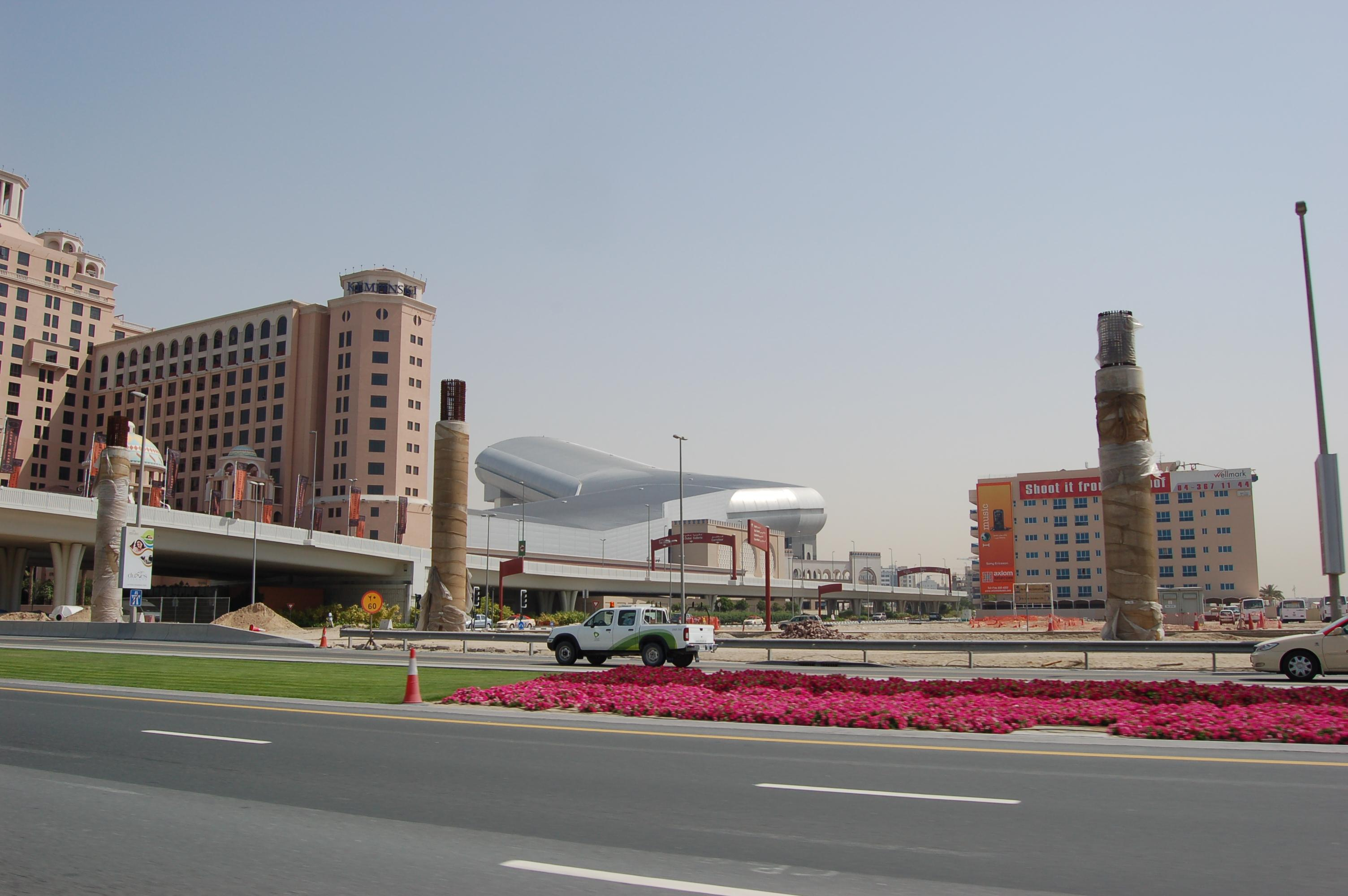
مول الإمارات مع سكي دبي.

مول الإمارات هو مركز تسوق يقع في دبي، الإمارات العربية المتحدة. وهو مملوك حاليًا لشركة ماجد الفطيم (شركة ماجد الفطيم القابضة) وقد صمم من قبل شركة المعمارية الأمريكية لمهندسين المعماريين F + A. يحتوي مول الإمارات على ما يقرب من 2،400،000 قدم مربع (220،000 متر مربع) من المحلات التجارية ويشكل المركز التجاري بأكمله مساحة إجمالية تبلغ حوالي 6،500،000 قدم مربع (600،000 متر مربع). من منظور عالمي، أكبر مركز تسوق في العالم، مول جنوب الصين في دونغ غوان، الصين، يحتوي على ما يقرب من 7،100،000 قدم مربع (660،000 متر مربع) من مساحة التسوق في مجمع يبلغ إجمالي مساحته حوالي 9،600،000 قدم مربع (890،000 متر مربع).
على الرغم من أنه يتميز بوسائل الراحة المعتادة لمركز تجاري (مسرح سينمائي بأربعة عشر شاشة، وساحة ألعاب، ومجموعة متنوعة نموذجية من المتاجر، ومسرح درامي)، فإن أكبر شهرة له هي الأولى في الشرق الأوسط منحدر التزلج الداخلي، سكي دبي. ومع منطقة التزلج، التي تعد واحدة من أكبر المناطق في العالم، يسعى مول الإمارات إلى تمييز نفسه عن عشرات مراكز التسوق الأخرى المكتملة حديثًا في دبي والإمارات المحيطة بها.

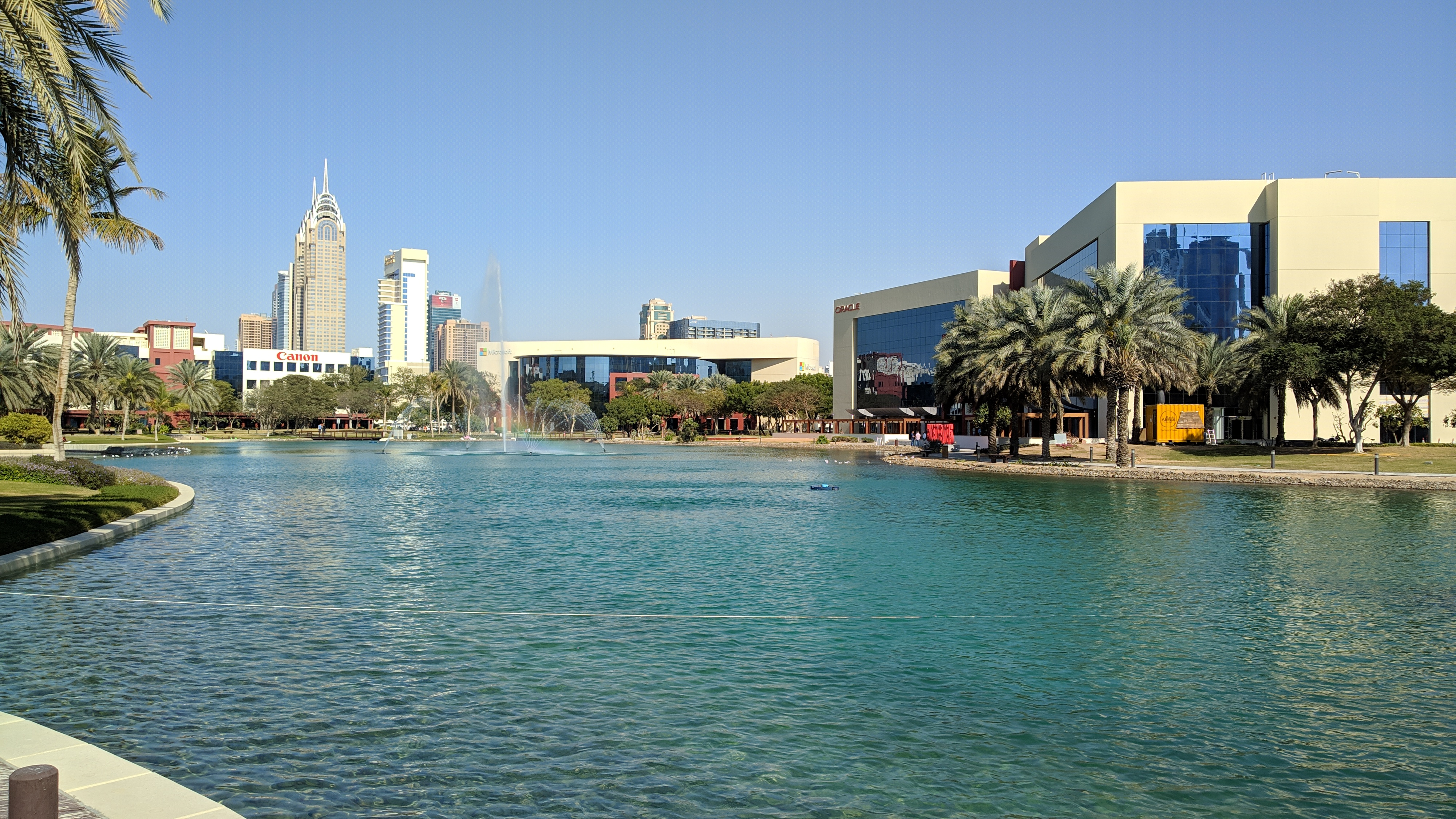
مدينة دبي للإنترنت

### مدينة دبي للإنترنت
مدينة دبي للإنترنت (DIC؛ العربية: مدينة دبي للإنترنت) هي مجمع لتكنولوجيا المعلومات أنشأته حكومة دبي ميناءً حر وقاعدة استراتيجية للشركات التي تستهدف الأسواق الإقليمية الناشئة. تسمح القواعد الاقتصادية لمدينة دبي للإنترنت للشركات بالاستفادة من عدد من المزايا ذات الصلة بالملكية والضرائب والجمارك والتي يكفلها القانون لمدة 50 عامًا. يتضمن أحد نماذج التشغيل ملكية أجنبية بنسبة 100٪، مماثلة لتلك التي السائدة في المناطق الاقتصادية المحددة الأخرى في دولة الإمارات العربية المتحدة. وقد أدت هذه الحريات العديد من شركات تكنولوجيا المعلومات العالمية، مثل مايكروسوفت، آي بي إم، أوراكل، صن مايكروسيستمز، سيسكو، إتش بي، نوكيا وسيمنز، نيرا تيليكوم، بالإضافة إلى شركات مقرها الإمارات العربية المتحدة مثل: آي مايت وأسيتات، لنقل قاعدتها الإقليمية إلى مدينة دبي للإنترنت. تقع مدينة دبي للإنترنت بجوار التجمعات الصناعية الأخرى مثل: مدينة دبي للإعلام ومدينة دبي الأكاديمية العالمية.

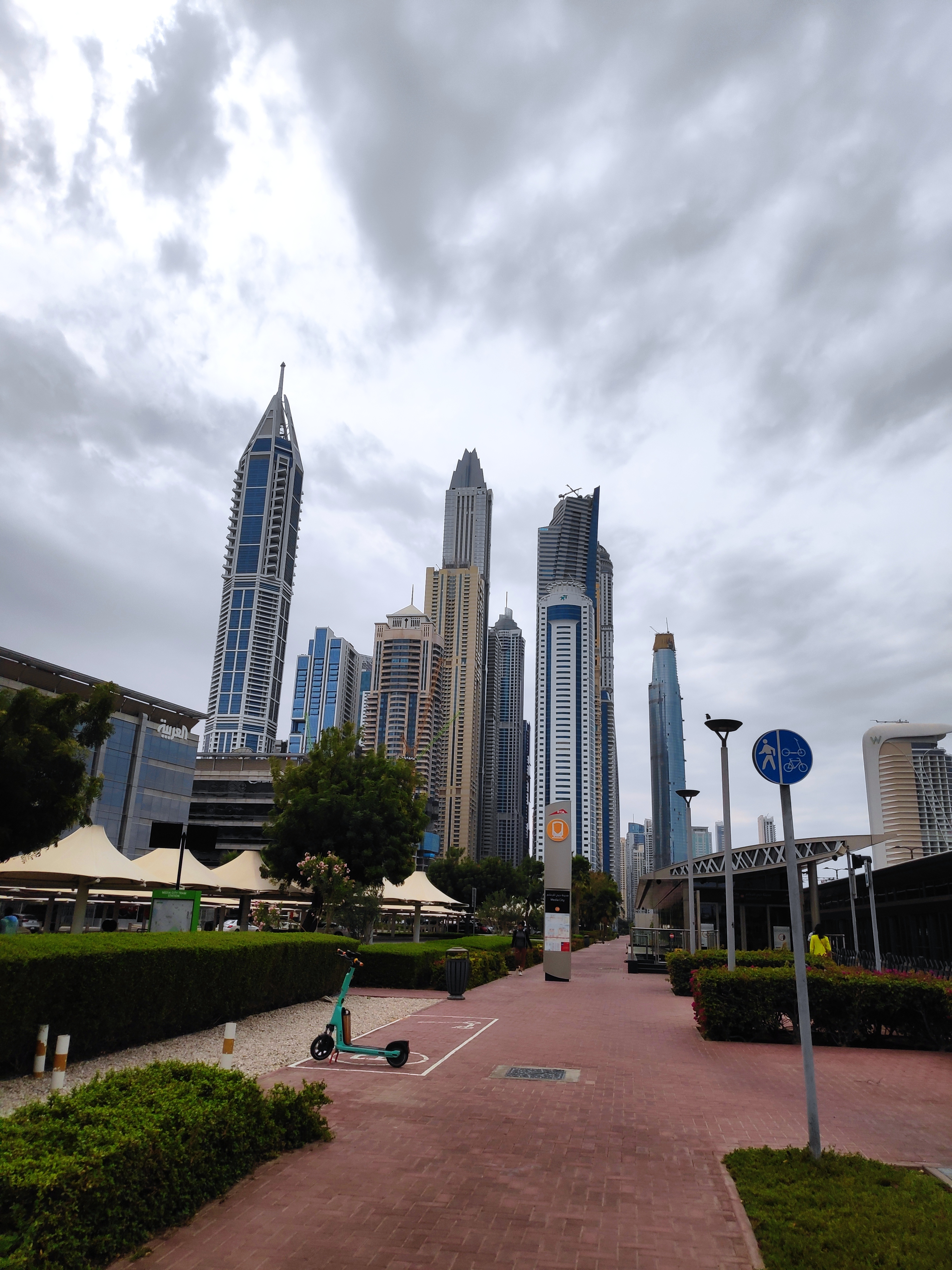
مدينة دبي للإعلام

### مدينة دبي للإعلام
مدينة دبي للإعلام (DMC) جزء من دبي القابضة، وهي منطقة معفاة من الضرائب داخل دبي، الإمارات العربية المتحدة. بنى من قبل حكومة دبي لتعزيز موطئ قدم وسائل الإعلام في دولة الإمارات العربية المتحدة، وأصبح مركزا إقليميا للمؤسسات الإعلامية التي تتراوح بين: وكالات الأنباء، والنشر، ووسائل الإعلام عبر الإنترنت، والإعلان، والإنتاج، ومرافق البث. وضع الأساس للبنية التحتية (مثل: كابلات الألياف الضوئية) حتى تتمكن الشركات من تأسيسها بسهولة، كما خفف إجراءات التأشيرة والتشغيل للشركات العاملة داخل مدينة دبي الملاحية.

### دبي فستيفال سيتي

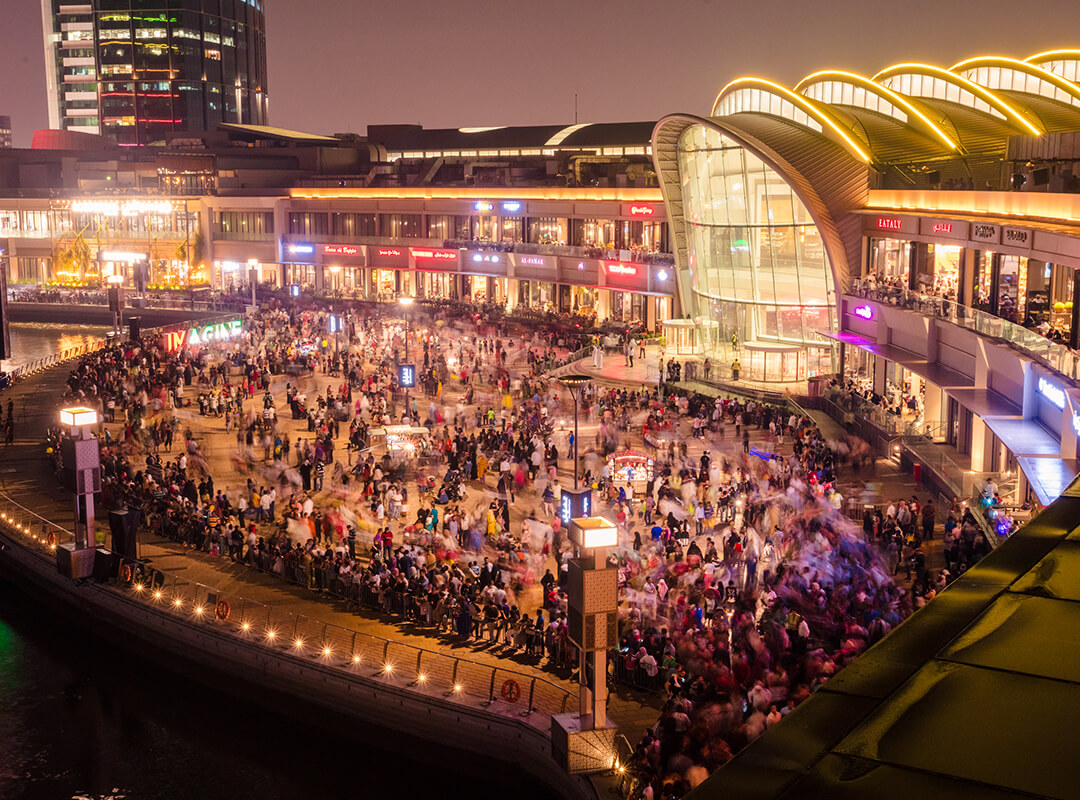
فستيفال باي في دبي فستيفال سيتي مول.

دبي فستيفال سيتي هو مشروع سكني وتجاري وترفيهي كبير في مدينة دبي، الإمارات العربية المتحدة. توصف دبي فستيفال سيتي بأنها "مدينة داخل مدينة"، وهي عبارة عن مشروع كبير متعدد الاستخدامات: يضم المشروع جميع عناصر العمل والمعيشة والترفيه. تضم فستيفال سيتي سلسلة من المجتمعات السكنية والعديد من الفنادق ومراكز التسوق وملعب للجولف ومواقع ترفيهية أخرى، ومجموعة كاملة من الخدمات العامة، بما في ذلك المدارس.

### مركز دبي المالي العالمي
مركز دبي المالي العالمي (DIFC) هو مركز مالي قريب من الشاطئ لمنطقة الشرق الأوسط وشمال أفريقيا يحتوي على سوق رأس المال المعين كمنطقة مالية حرة في دبي. أسس لتهيئة بيئة للنمو والتقدم والتنمية الاقتصادية في دولة الإمارات العربية المتحدة والمنطقة على نطاق أوسع من خلال توفير البنية التحتية القانونية والتجارية اللازمة وكذلك البنية التحتية المادية المتوافقة مع المعايير الدولية.

### مدينة دبي الطبية

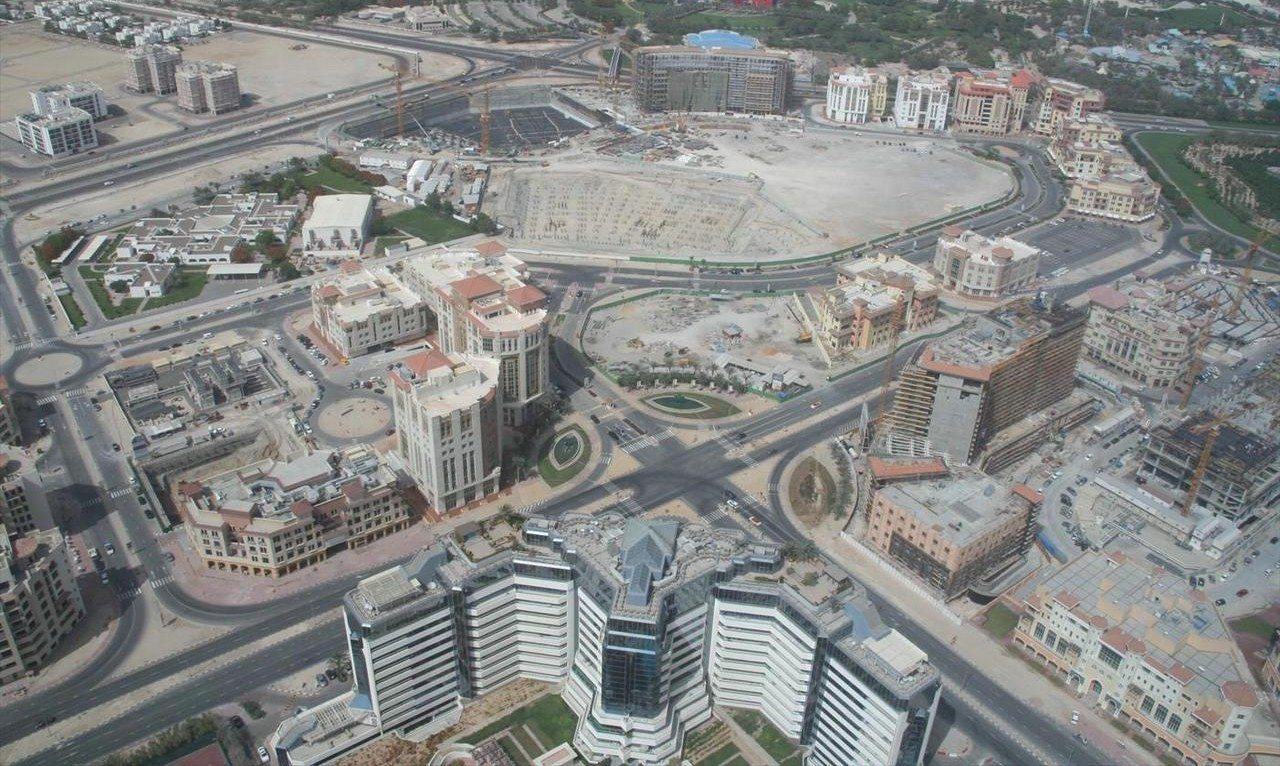
مدينة دبي الطبية كما تبدو من الجو في 1 مايو 2007

تتمثل رؤية مدينة دبي الطبية، التي تصورها الشيخ محمد بن راشد آل مكتوم، في أن تصبح الموقع المفضل المعترف به دوليًا للرعاية الصحية عالية الجودة ومركزًا متكاملاً للتميز في الخدمات السريرية والعافية والتعليم الطبي والأبحاث.

### واحة دبي للسيليكون
واحة دبي للسيليكون هي منطقة حرة معترف بها عالميًا ومجمع تكنولوجي متكامل في دبي، الإمارات العربية المتحدة، اطلقت في أكتوبر 2002 من قبل الشيخ محمد بن راشد آل مكتوم، نائب رئيس دولة الإمارات العربية المتحدة، رئيس مجلس الوزراء، وحاكم دبي، بهدف تطوير مجتمع متكامل ومستدام وسعيد من خلال التعاون والابتكار والتكنولوجيا.

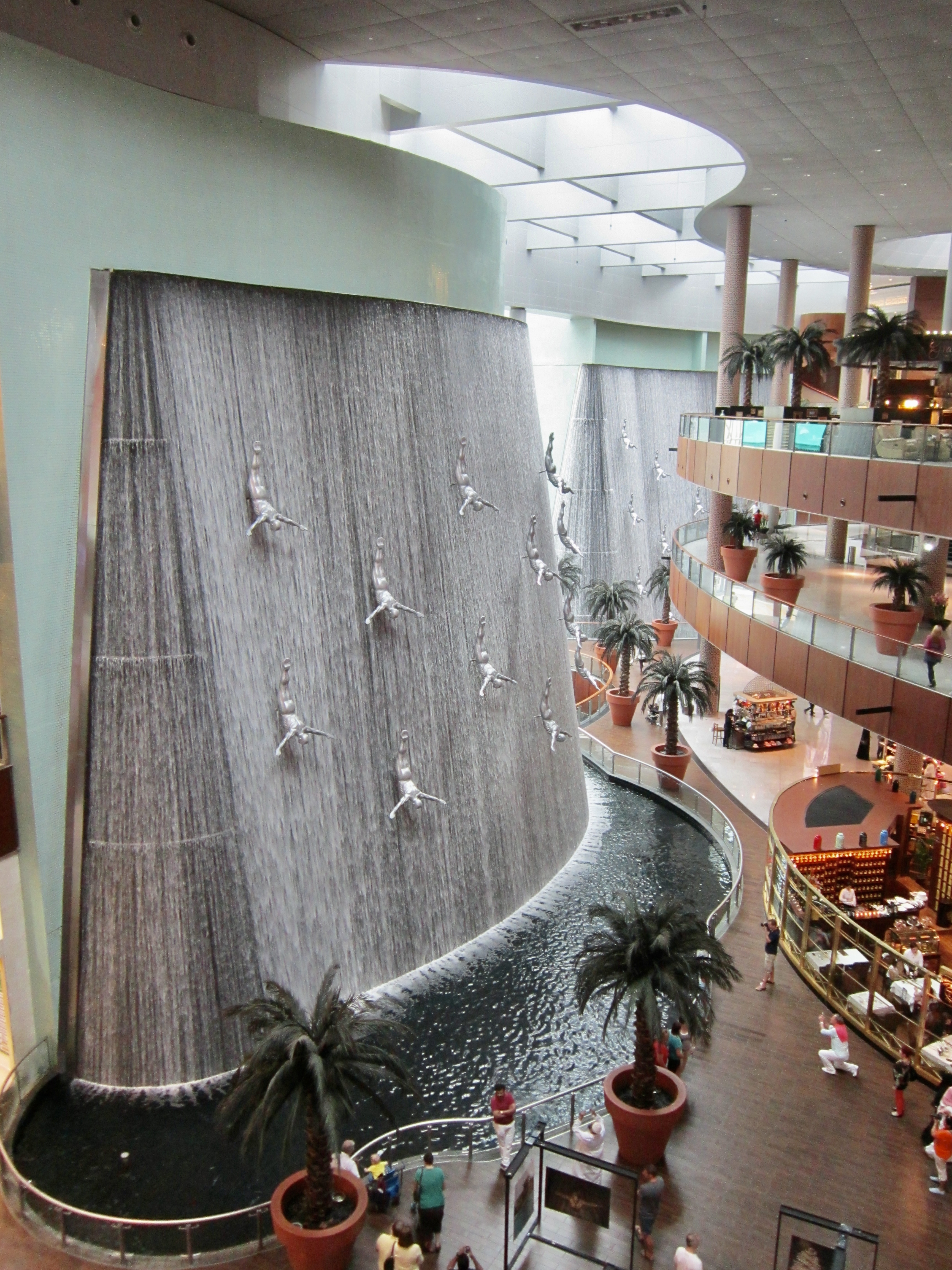
مول دبي

### مول دبي
دبي مول هو مركز تجاري ضخم في دبي، الإمارات العربية المتحدة، من شركة إعمار العقارية، كجزء من مشروع ''وسط مدينة دبي''. تشمل مناطق الجذب المميزة أكبر سوق للذهب في العالم، بمساحة 850.000 قدم مربع (79.000 متر مربع) جزيرة الأزياء؛ أحد أكبر أحواض السمك في العالم؛ وحلبة تزحلق على الجليد بحجم أولمبي؛ شلال نافورة الواحة؛ ردهة الواجهة البحرية؛ منظر لأطول مبنى في العالم برج خليفة. وقد فاز المركز التجاري بالفعل بخمس جوائز. فازت بجائزتين في حفل توزيع جوائز مشروع مستقبل البيع بالتجزئة في مابيك، كان، في عام 2004، لأفضل مخطط لتطوير البيع بالتجزئة (كبير)، وأفضل استخدام للإضاءة في بيئة البيع بالتجزئة. وقد فاز كتيب دبي مول بثلاث جوائز في قمة جوائز الإبداع 2005، في بورتلاند، أوريغون؛ الجائزة الذهبية لأفضل إخراج فني/ تصميم جرافيك، والجائزة الفضية لأفضل كتيب B2B بأربعة ألوان، وجائزة تقدير لجنة التحكيم الخاصة.

### مترو دبي

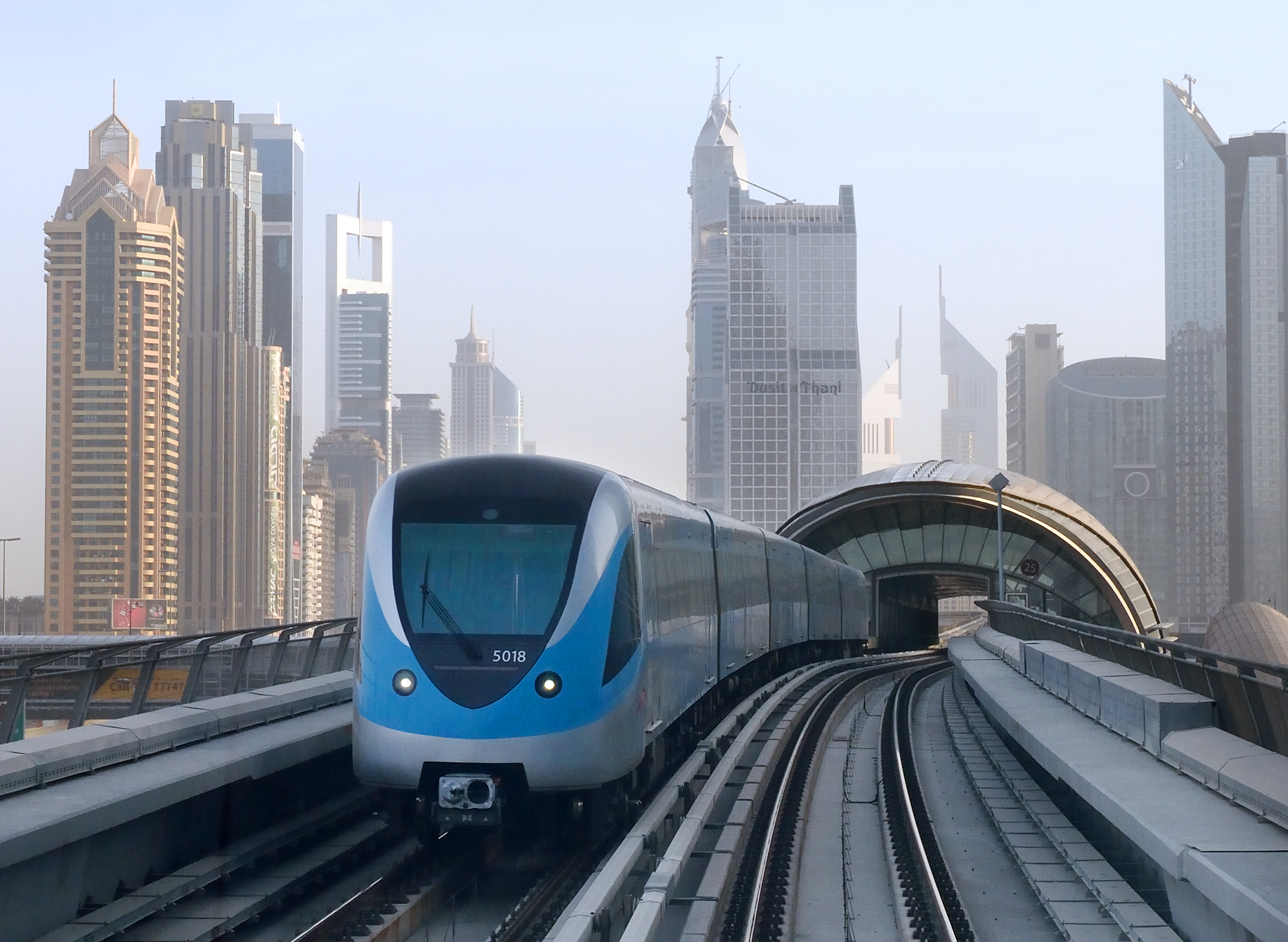
قطار مترو دبي.

مترو دبي عبارة عن شبكة مترو آلية بالكامل بدون سائق في مدينة دبي بالإمارات العربية المتحدة. تحتوي الشبكة على خطين ثالثين يعملان بنظام تجميع السكك الحديدية، وكلاهما يعمل تحت الأرض في وسط المدينة وعلى جسور مرتفعة في أماكن أخرى على مسارات مزدوجة. بنى المرحلة الأولى من الشبكة من قبل اتحاد دبي رابيد لينك (DURL) الذي يضم شركات يابانية بما في ذلك شركة ميتسوبيشي للصناعات الثقيلة، وشركة ميتسوبيشي، وشركة أوباياشي، وشركة كاجيما وشركة يابي ميركيزي التركية. يتم تشغيل مترو دبي من قبل هيئة الطرق والمواصلات في دبي. يعد نظام مترو دبي أطول نظام سكك حديدية آلي بالكامل في العالم. انتهى من استكمال القسم الأول من المنظومة وافتتح في عام 2009. بدأت خطط مترو دبي بتوجيهات من حاكم دبي الشيخ محمد بن راشد آل مكتوم الذي توقع أن تجتذب مشاريع دبي الأخرى 15 مليون زائر بحلول عام 2010. ويضاف هذا إلى النمو السكاني السريع في دبي المتوقع أن يصل إلى 3 ملايين بحلول عام 2017 واستلزم الازدحام المروري الشديد. بناء نظام السكك الحديدية في المناطق الحضرية لتوفير قدرة إضافية مواصلات عمومية، وتخفيف حركة مرور السيارات، وتوفير البنية التحتية لمزيد من التطوير.

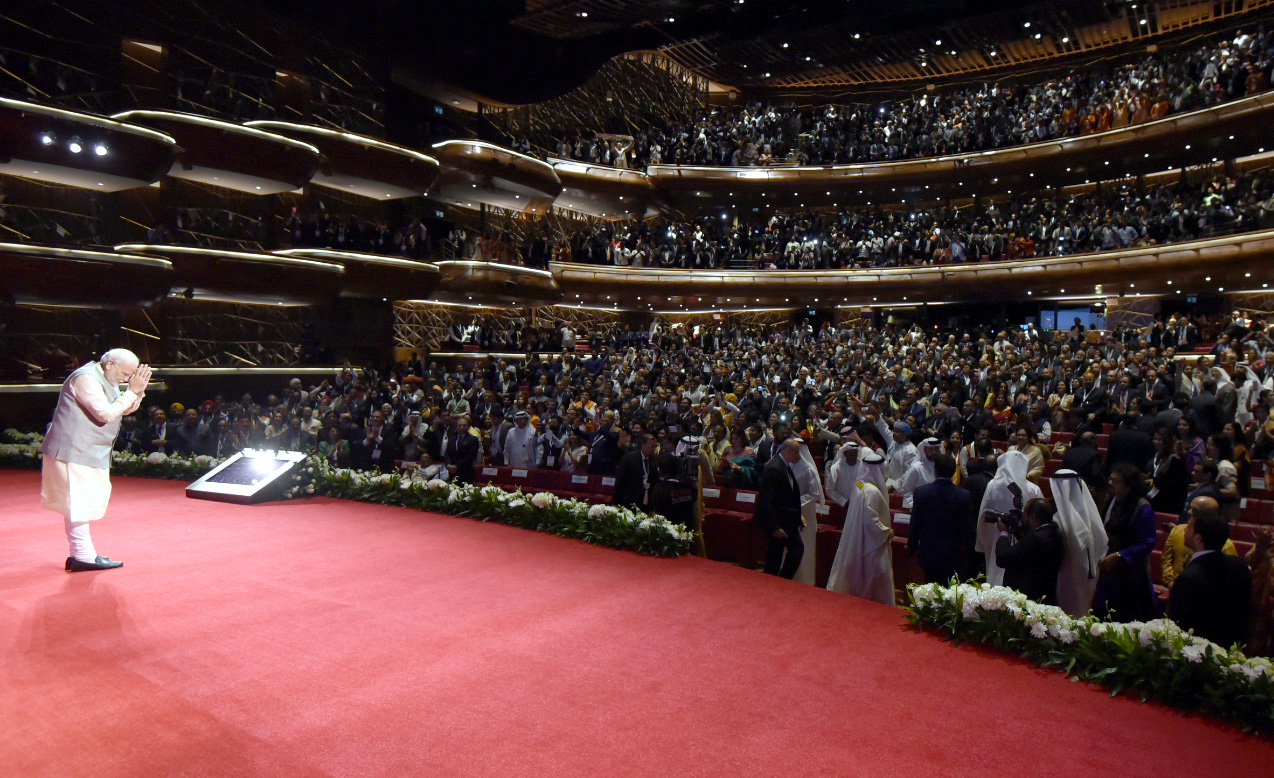
دار دبي للأوبرا

### دبي أوبرا
دار الأوبرا في دبي هي مركز ثقافي حديث في منطقة الأوبرا في وسط مدينة دبي، وتتسع سعة المقاعد لدار أوبرا لـ 2000 مقعد. طور من قبل شركة إعمار العقارية لاستضافة مجموعة متنوعة من العروض والفعاليات بما في ذلك المسرح والأوبرا والباليه والحفلات الموسيقية والمؤتمرات والمعارض. أعلن الشيخ محمد بن راشد آل مكتوم عن خططه في مارس 2012 وانتهى منه في عام 2016. افتتح في 31 أغسطس 2016 بأداء بلاثيدو دومينغو.

## هياكل بناء بارزة قيد الإنشاء
بنتومينيوم
بينتومينيوم (بالإنجليزية: Pentominium)‏، كان مشروع ناطحة سحاب شاهقة الارتفاع اقتُرح تشييدها في دبي بدولة الإمارات العربية المتحدة. يتألف البرج من 122 طابق، ويبلُغ طوله الإجمالي 516 م (1,693 قدم). توقف بناء البرج منذ أغسطس 2011. صُمم البينتومينيوم على يد المُهندس المعماري أندرو برومبيرغ عن شركة آيداس [الإنجليزية] للهندسة المعمارية، ومُول مشروع البناء من طرف مجموعة تريدنت إنترناشيونال هولدينغ. حصلت شركة الإنشاءات العربية (ACC) على عقد البناء بقيمة 1.46 مليار درهم إماراتي (400 مليون دولار أمريكي)، بينما أُسند عقد الأعمال الإنشاية الخرسانية لشركة سويس بورينغ.
انطلقت أشغال تشييد البرج في 26 يوليو 2008، وقبل توقف الأشغال في 2011، كان مُقررا الانتهاء من البناء في 2013. بحلول مايو 2011، كانت قد شُيدت 22 طابقًا من البرج. لكن في أغسطس 2011، توقفت الأشغال بعد أن تأخرت مجموعة تريدنت إنترناشيونال هولدينغ في سداد قرض بقيمة 20.4 مليون دولار أمريكي في أعقاب الأزمة المالية العالمية. اعتبارًا من 2021 ، لا زالت أشغال تشييد البرج غير مُكتملة.
لو تم الانتهاء من المشروع، كان برج البينتومينيوم سيكون ثاني أطول مبنى في دبي بعد برج خليفة، كما كان سيكون أطول بُرج سكني في العالم مُتفوقا على برج سنترال بارك في مانهاتن بالولايات المتحدة.
بينتومينيوم عبارة عن ناطحة سحاب شاهقة مكونة من 122 طابقًا بارتفاع 516 مترًا (1693 قدمًا) معلقة في دبي، الإمارات العربية المتحدة. توقفت أعمال البناء في البرج منذ أغسطس 2011. صمم من قبل أندرو برومبرج من المهندسين المعماريين ايداس وبتمويل من شركة ترايدنت الدولية القابضة. منح عقد البناء بقيمة 1.46 مليار درهم (400 مليون دولار أمريكي) لشركة الإنشاءات العربية (ACC).
بدأ البناء في 26 يوليو 2008. وقبل توقف البناء، كان من المتوقع أن يكتمل المبنى في عام 2013. وبحلول مايو 2011، كان قد انتهى من 22 طابقًا. ومع ذلك، في أغسطس 2011، توقف البناء بعد أن تخلفت شركة ترايدنت إنترناشونال هولدنجز عن سداد قرض بقيمة 20.4 مليون دولار أمريكي في أعقاب الركود الاقتصادي العالمية.
وفي ديسمبر 2023، استحوذت شركة اختر مجموعة على برج بينتومينيوم المتوقف منذ فترة طويلة، وستستأنف أعمال البناء في يناير 2024.
ولو انتهى من المشروع كما هو مقرر، لكان البنتومينيوم ثاني أطول مبنى في دبي بعد برج خليفة وأطول مبنى سكني في العالم إذا انتهى منه قبل برج سنترال بارك.

### مارينا 101
مارينا 101 هي ناطحة سحاب في دبي، الإمارات العربية المتحدة، وتقع في منطقة مرسى دبي. يبلغ ارتفاعه 101 طابقًا ويبلغ ارتفاعه 425 مترًا (1394 قدمًا)، وهو ثاني أطول مبنى في دولة الإمارات العربية المتحدة، خلف برج خليفة فقط. اعتبارًا من عام 2022، يعد برج مارينا 101 أيضًا ثاني أطول مبنى في العالم.
بدأ البناء في عام 2007، مع شركات كان من المقرر عقده في البداية في عام 2014. صمم المبنى من قبل المكتب الهندسي الوطني وبنى من قبل شركة تاف للمطارات القابضة التركية.
صمم الطوابق الـ 33 الأولى من ناطحة السحاب لاستضافة مقهى هارد روك من فئة 5 نجوم يضم 281 غرفة، بينما تحتوي الطوابق من 34 إلى 100 على شقق سكنية. وبصرف النظر عن المطاعم الخمسة في برج الفندق، هناك 252 شقة بغرفة نوم واحدة، و204 شقة بغرفتي نوم، و42 شقة بثلاث غرف نوم، بالإضافة إلى 6 شقق بنتهاوس دوبلكس من الطابق 97 إلى الطابق 100. يضم الطابق 101 من ناطحة السحاب صالة نادي ومطعمًا ومتجر روك شوب للبضائع.

## التطورات قيد الإنشاء

### وسط مدينة دبي
وسط مدينة دبي هو مشروع تطوير واسع النطاق، يقع عند "التقاطع الأول" على طول طريق الشيخ زايد في طريق المركز المالي (المعروف سابقاً بشارع الدوحة). يغطي المشروع بأكمله مساحة 2 كيلومتر مربع (0.77 ميل مربع) ويكلف 20 مليار دولار أمريكي (73 مليار درهم).

### مدينة دبي البحرية
مدينة دبي الملاحية (DMC) هي منطقة بحرية متعددة الأغراض. وهو أول مركز بحري بنى لهذا الغرض في العالم، وهو عضو في مجموعة شركات دبي العالمية. ومن المتوقع أن يتم تشغيل المدينة البحرية بكامل طاقتها بحلول عام 2012. ومن المقرر أن يتم الانتهاء من البنية التحتية للمنطقة الصناعية للمشروع بنسبة 85 بالمائة في عام 2009، في حين أن الأعمال الأساسية للمنطقة التجارية وصلت إلى 65 بالمائة وأعمال الطرق في المراحل النهائية.

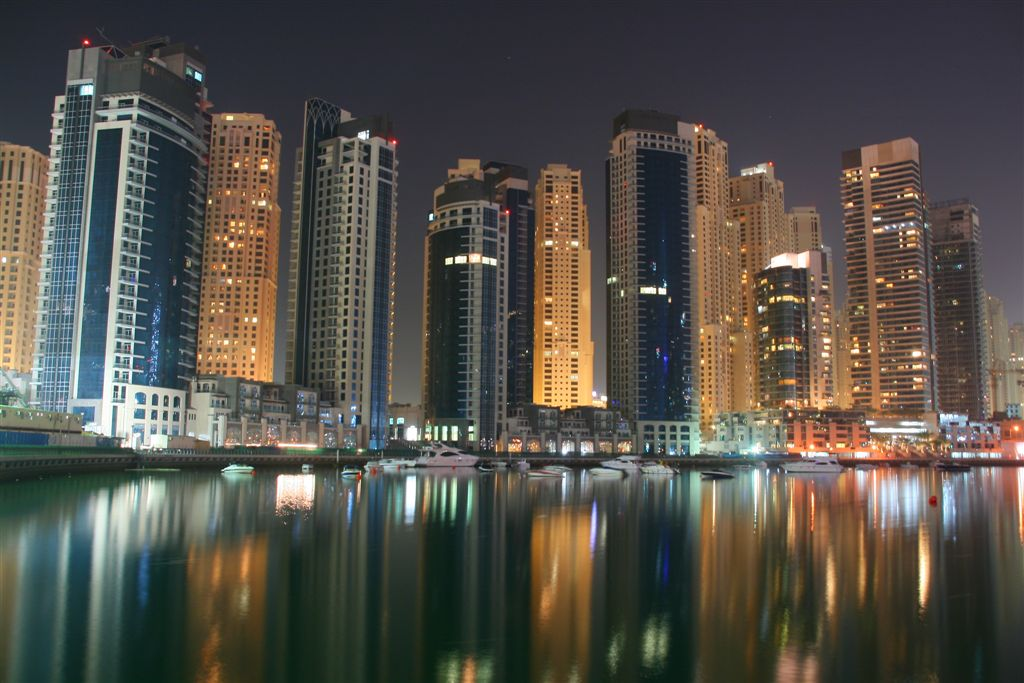
مرسى دبي

### دبي مارينا
مرسى دبي هي منطقة تقع في قلب ما أصبح يعرف مؤخرًا باسم "دبي الجديدة"، في دبي، الإمارات العربية المتحدة، عند التقاطع 5 بين ميناء جبل علي والمنطقة التي تستضيف مدينة دبي للإنترنت ومدينة دبي للإعلام والجامعة الأمريكية في دبي وقد انتهى من المرحلة الأولى من هذا المشروع.
المارينا من صنع الإنسان بالكامل وطور من قبل شركة التطوير العقاري إعمار العقارية في الإمارات العربية المتحدة. ويقال أنه عند اكتماله سيكون أكبر مرسى من صنع الإنسان في العالم. أكبر مرسى من صنع الإنسان حاليًا في العالم هو مارينا دل راي في مقاطعة لوس أنجلوس، كاليفورنيا، الولايات المتحدة.

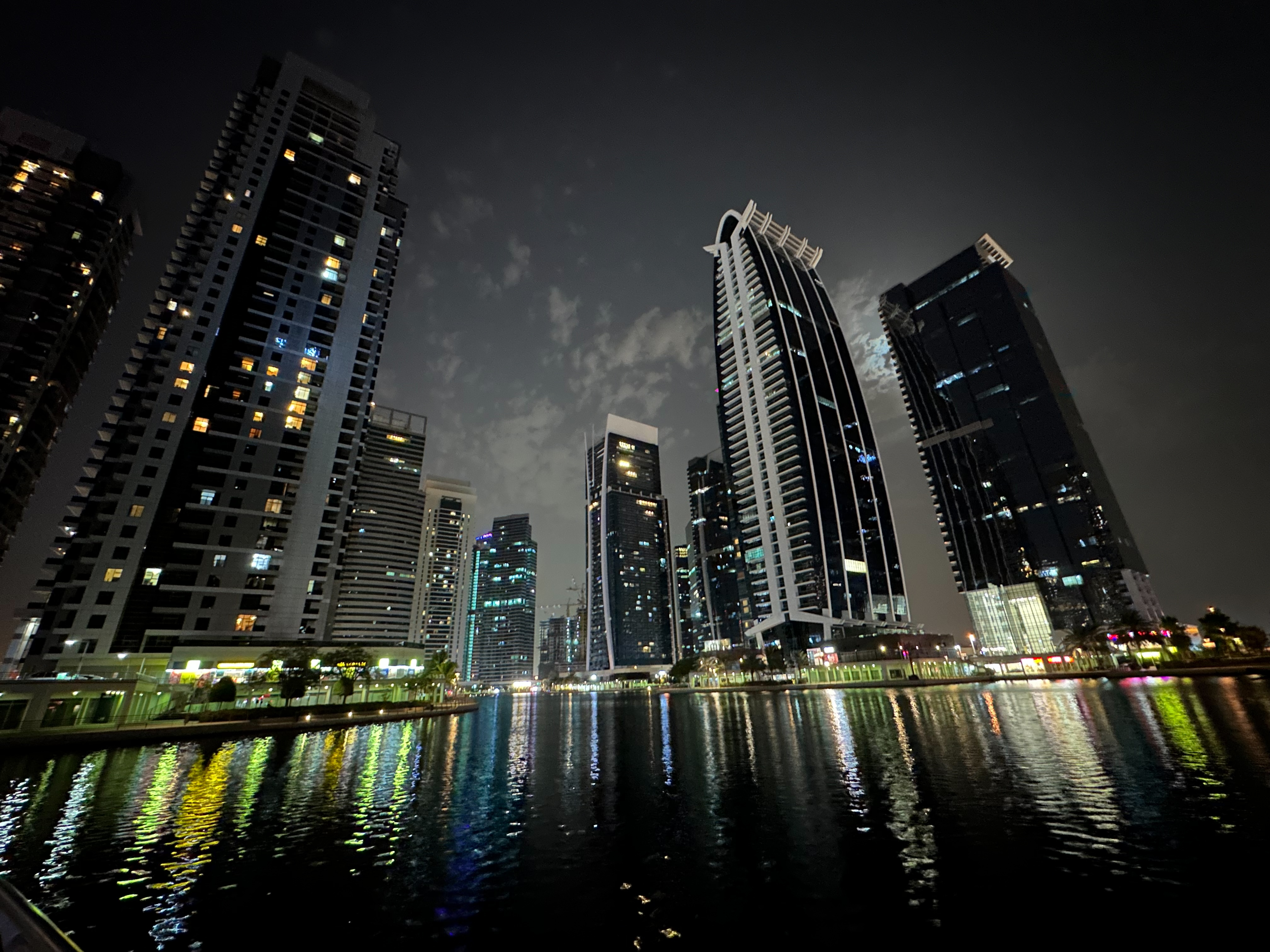
أبراج بحيرة جميرا

### المنطقة الحرة لأبراج بحيرة الجميرا
المنطقة الحرة لأبراج بحيرة الجميرا هي مشروع تطوير ضخم في دبي، الإمارات العربية المتحدة، وتتكون من 79 برجًا يتم تشييدها على طول حواف أربع بحيرات صناعية (بحيرة الماس غربًا، وبحيرة الماس شرقًا، وبحيرة إلوتشيو، وبحيرة ألور) بالإضافة إلى جسر أبراج بحيرات جميرا للبرج رقم 8 المواجه لجزر جميرا. ملئت البحيرات (التي يبلغ عمقها حوالي 3 أمتار) بالكامل بحلول نهاية عام 2009. وتبلغ المساحة الإجمالية التي تغطيها البحيرات والممرات المائية والمناظر الطبيعية 730 ألف متر مربع. وتتراوح ارتفاعات الأبراج من 35 إلى 45 طابقاً، باستثناء القطعة المركزية التي ستحتوي على 66 طابقاً. أطول برج ومحور المجمع بأكمله، برج الماس، سوف يقع على جزيرته الخاصة بين بحيرة الماس غربًا وبحيرة الماس شرقًا. وضعت جميع الأبراج السكنية في مجموعات من ثلاثة، مما يسهل التنقل في المناطق عند توزيع البريد.

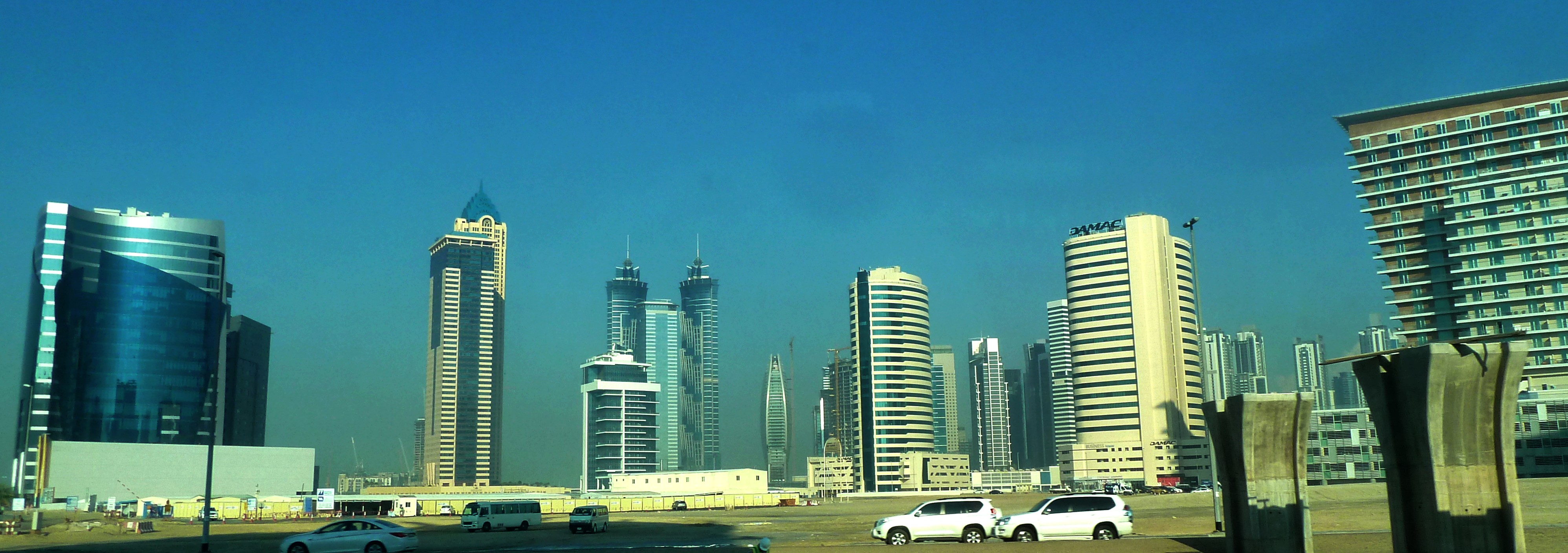
الخليج التجاري

### خليج الأعمال
الخليج التجاري هو منطقة تجارية مركزية قيد الإنشاء في وسط مدينة دبي، الإمارات العربية المتحدة. يضم المشروع العديد من ناطحات السحاب الواقعة في منطقة تمت فيها تجريف وتوسيع خور دبي. وسيضم الخليج التجاري ما يزيد عن 230 مبنى، مما سيجذب المشاريع التجارية والسكنية.
يمتد الخليج التجاري من رأس الخور إلى شارع الشيخ زايد. وهي تقع للتجارة الدولية حيث يلامس أحد أطراف المشروع شارع الشيخ زايد بأبراج مكاتبه التي تضم الشركات العالمية والمؤسسات المالية التابعة لمركز دبي المالي العالمي. كما تقع الفنادق العالمية مثل أبراج الإمارات وشانغريلا على طريق الشيخ زايد. على جانب الخور، يقع الخليج التجاري بجوار مركز مهرجان دبي وعلى مقربة من مطار دبي الدولي.

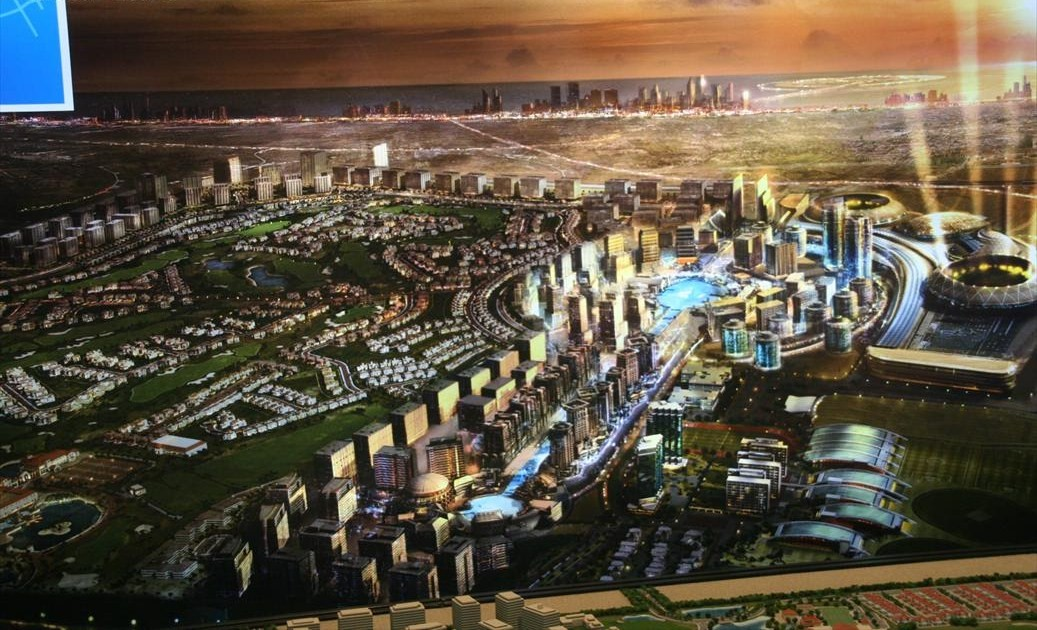
مدينة دبي الرياضية

### مدينة دبي الرياضية، دبي لاند
مدينة دبي الرياضية هي مدينة رياضية كاملة يجري بناؤها حاليا في دبي، الإمارات العربية المتحدة. ستتكون المدينة من مباني سكنية بالإضافة إلى العديد من المرافق الرياضية. ومن المقرر أن يتم افتتاح الهياكل الأولى في أواخر عام 2007. وسيكون الهيكل الرياضي الرئيسي هو الملعب الخارجي متعدد الأغراض الذي يتسع لـ 60 ألف مقعد. سيتم استخدام هذا الملعب لألعاب القوى وكرة القدم واتحاد الرغبي. تشمل الأماكن الأخرى ملعب كريكيت يتسع لـ 25000 مقعد، وساحة داخلية تتسع لـ 10000 مقعد، وملعب هوكي يتسع لـ 5000 مقعد، وملعب غولف مكون من 18 حفرة صممه إيرني إلس.

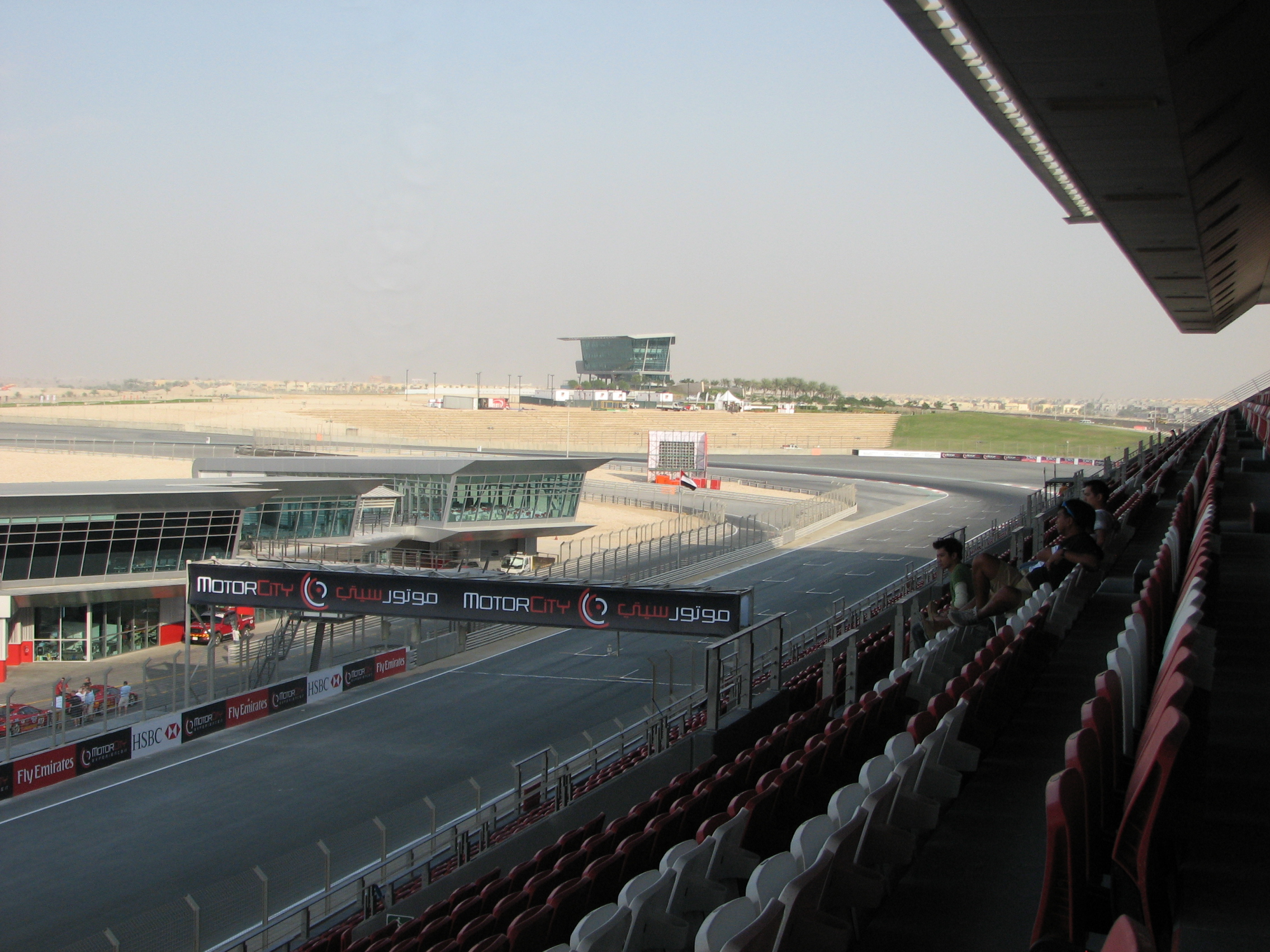
خط النهاية في دبي أوتودروم

### دبي أوتودروم، دبي لاند
حلبة دبي أوتودروم هي حلبة لرياضة السيارات يبلغ طولها 5.39 كم ومعتمدة من الاتحاد الدولي للسيارات وتقع في مدينة دبي للسيارات، دبي، الإمارات العربية المتحدة. استضاف المكان ديسمبر جائزة إيه 1 الكبرى وقد حصل على اقتراح كمكان فورمولا 1.

### دبي الجنوب
دبي الجنوب (المعروفة سابقاً باسم دبي وورلد سنترال) هي مدينة كانت قيد الإنشاء في دبي، الإمارات العربية المتحدة في عام 2006، ومن المخطط أن تكون منطقة اقتصادية لدعم عدد من الأنشطة بما في ذلك الخدمات اللوجستية، والطيران، والتجارية، والمعارض، الأعمال الإنسانية والسكنية وغيرها من الأعمال ذات الصلة حول مطار آل مكتوم الدولي بسعة سنوية مخططة تبلغ 12 مليون طن من البضائع و160 مليون مسافر. تبلغ مساحة البناء ضعف مساحة جزيرة هونغ كونغ.

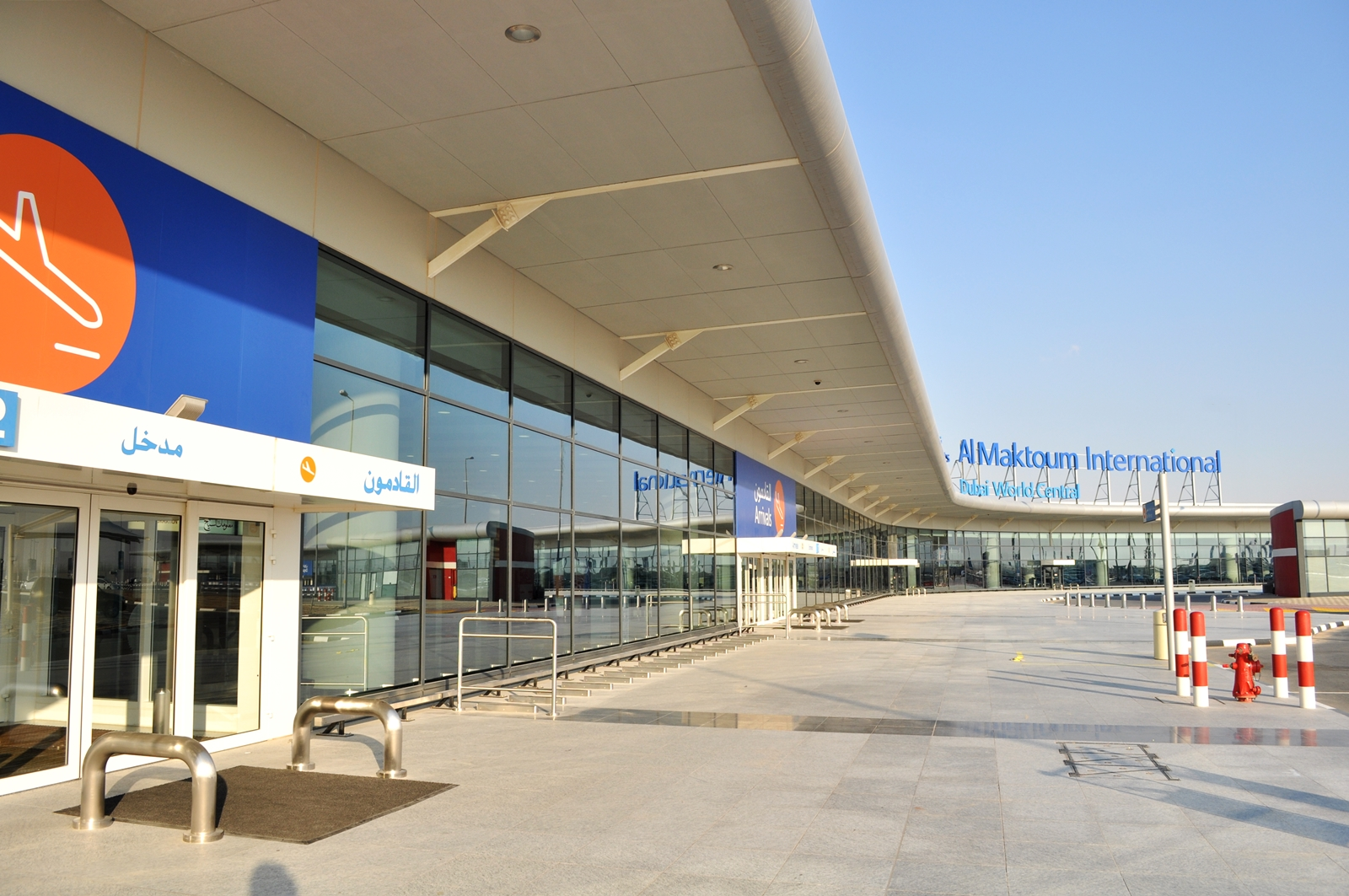
مطار آل مكتوم الدولي

### مطار آل مكتوم الدولي
مطار آل مكتوم الدولي، المعروف أيضًا باسم دبي وورلد سنترال، هو مطار دولي في جبل علي، 37 كيلومترًا (23 ميلًا) جنوب غرب من دبي، الإمارات العربية المتحدة الذي افتتح في 27 يونيو 2010. إنه الجزء الرئيسي من دبي الجنوب، وهو مجمع سكني وتجاري ولوجستي مخطط له.
عند اكتماله (كان من المتوقع في الأصل عام 2027، والآن في عام 2030)، سيحتوي المطار على وسائل النقل والخدمات اللوجستية وخدمات القيمة المضافة، بما في ذلك التصنيع والتجميع، في منطقة اقتصادية حرة واحدة. وسيغطي مساحة قدرها 14000 هكتار (35000 فدان). تبلغ القدرة السنوية المتوقعة للمطار 12 مليون طن من البضائع وما بين 160 مليونًا و260 مليون مسافر. اعتبارًا من عام 2021، قام عدد قليل فقط من شركات الطيران بتشغيل خدمات الركاب من مطار آل مكتوم الدولي مع التركيز على نشاط الشحن.

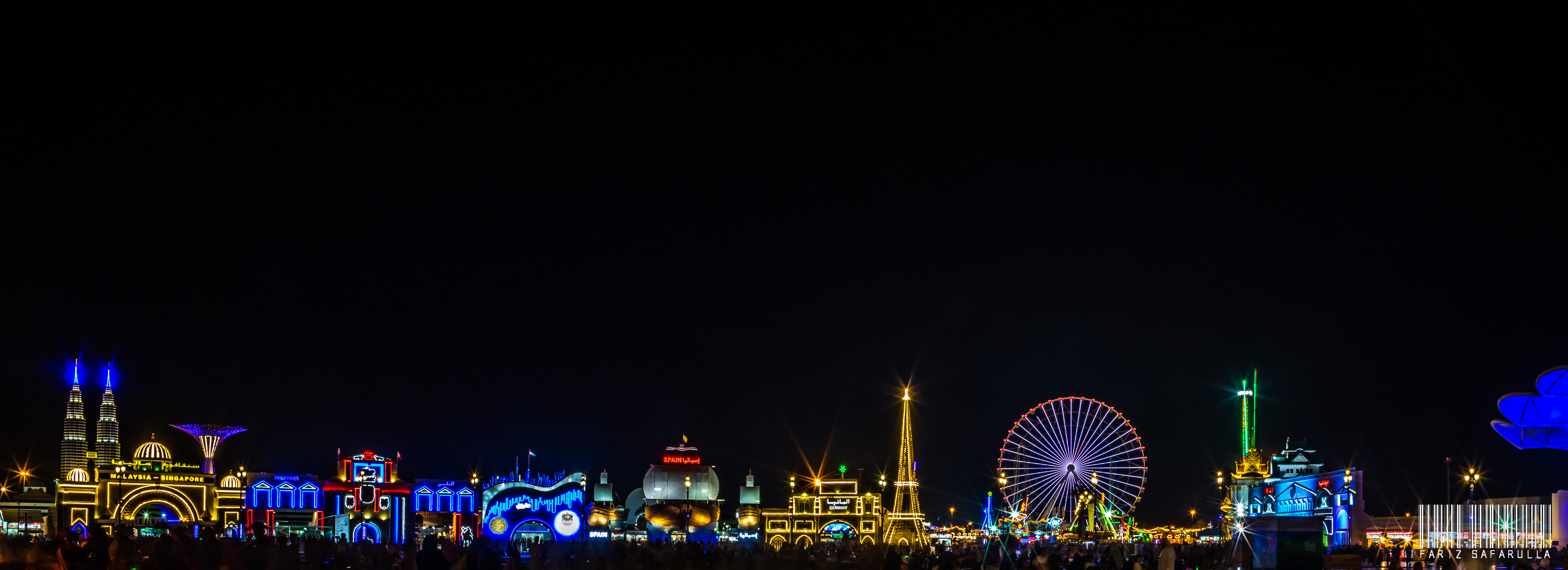
القرية العالمية (دبي)

### قرية عالمية
تقع القرية العالمية في دبي لاند، أكبر مشروع سياحي وترفيهي وترفيهي في العالم. القرية العالمية هي أول وجهة ثقافية وترفيهية وتسوقية رائدة في المنطقة، وتحتفل بالثقافات والفنون والمسرح والتجارة والمأكولات المتنوعة من جميع أنحاء العالم وترحب بأكثر من أربعة ملايين ضيف سنويًا. تقدم القرية العالمية في كل موسم مجموعة واسعة من العروض والمعالم السياحية الرائدة الجديدة في قلب دبي لاند. تغطي القرية العالمية الجديدة في دبي لاند مساحة قدرها 17،200،000 قدم مربع (1،600،000 متر مربع)، وستحتوي على مرافق وميزات واسعة النطاق، وقد بدأ بناء هذا المشروع في عام 2003.

### قرية التراث
قرية الثقافة هي مشروع تطوير متعدد الأغراض، يقع على طول الخط الساحلي لخور دبي على قطعة أرض تبلغ مساحتها 40،000،000 قدم مربع (3،700،000 متر مربع). عند اكتمالها ستشمل القرية مرفأ ومراكز ثقافية ومعارض وتطوير رصيف الميناء. القطعة المركزية لهذا المشروع هي قصر فيرساتشي، وهو الثاني في العالم بعد قصر فيراساتشي في كوينزلاند.

### مدينة دبي الأكاديمية العالمية
مدينة دبي الأكاديمية العالمية (DIAC)، والمعروفة بشكل غير رسمي باسم المدينة الأكاديمية، هي مدينة جامعية في مدينة دبي. اطلق المشروع في مايو 2006 بالتعاون مع مدينة دبي الأكاديمية العالمية. السلطة التنظيمية في مدينة دبي الأكاديمية هي هيئة دبي للتطوير.
باعتبارها مدينة جامعية، تعد مدينة دبي الأكاديمية العالمية مؤسسة للمدارس والكليات والجامعات. يتكون المركز من 27 كلية وجامعة، و3 مراكز للابتكار، ويلتحق به حوالي 27500 طالب. تقدم أكثر من 500 برنامج أكاديمي في مجالات مختلفة.

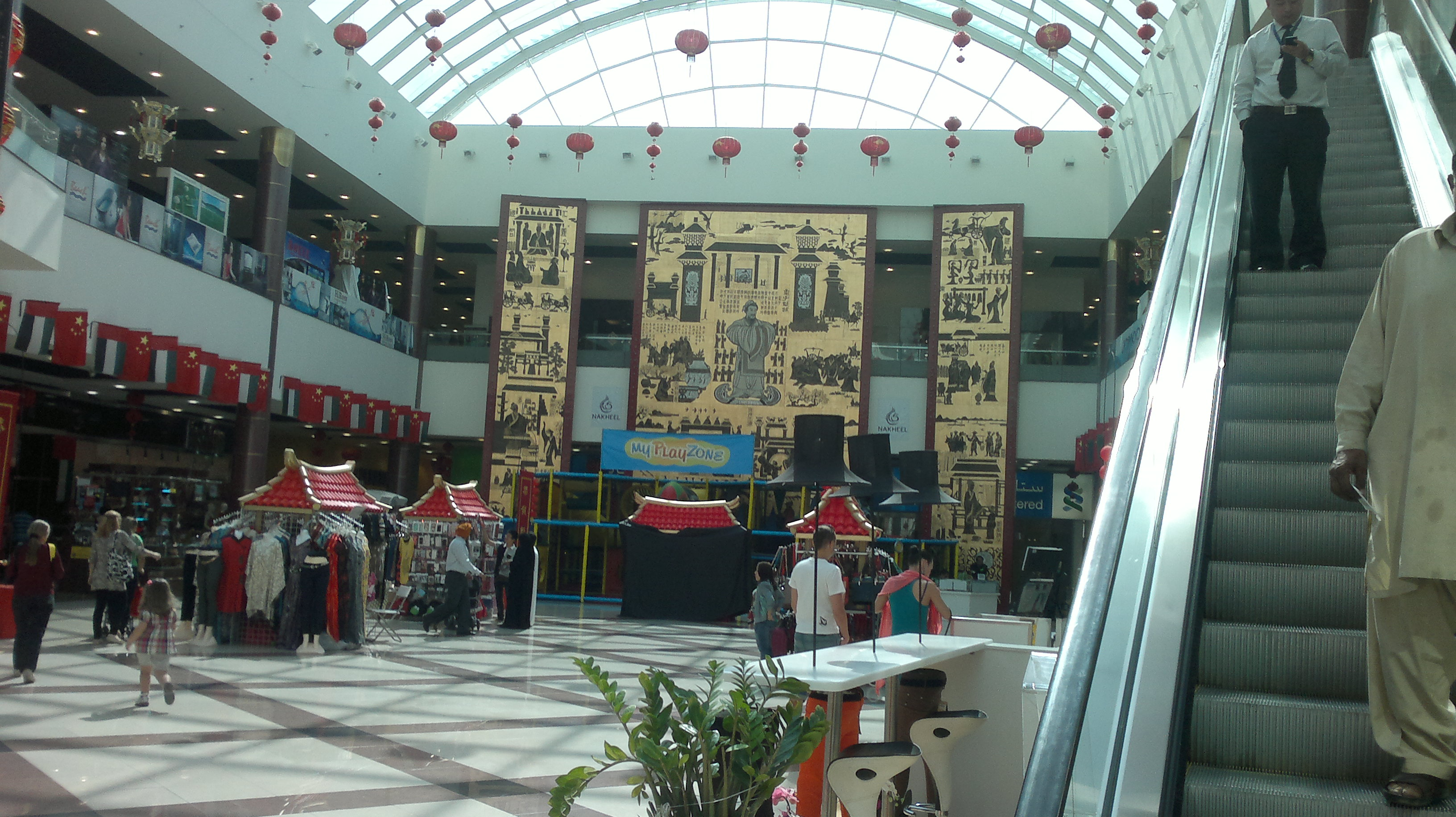
مدينة دبي العالمية

### مدينة دبي العالمية
مدينة دبي العالمية هي عبارة عن هندسة معمارية ذات طابع ريفي تضم المساكن والأعمال ومناطق الجذب السياحي. تمتد على مساحة 800 هكتار (8 ملايين متر مربع)، وترتيب المدينة مستوحى من السجاد التقليدي في الشرق الأوسط. وبمجرد اكتماله، سيحتوي المشروع على استوديو وشقة ويستوعب أكثر من 60 ألف ساكن.

### مدينة دبي الصناعية
مدينة دبي الصناعية هي مدينة صناعية مخصصة في دبي، تغطي مساحة قدرها 560،000،000 قدم مربع (52،000،000 متر مربع). وستكون مدينة داخل مدينة. عند اكتمال التطوير، سيشمل مناطق الأطعمة والمشروبات، ومناطق المعادن الأساسية والنقل، والمستودعات، ومنطقة محمية واسعة النطاق. واستكملت هذه المجالات أيضًا بالتطورات اللوجستية والتعليمية والمتعددة الاستخدامات. وسيكون موقعه بالقرب من مطار جبل علي الدولي على طول طريق إماراتيس.

### لؤلؤة دبي
لؤلؤة دبي هو مجمع قيد الإنشاء بالقرب من مدينة دبي للإعلام. وتقدر تكلفتها بـ 3 مليارات دولار. وسيتألف المخطط من أربعة أبراج، يتألف كل منها من 67 طابقاً، مع منصتين تحتويان على مرافق البيع بالتجزئة وأربعة طوابق لمواقف السيارات. ثلاثة من طوابق الأبراج ستحتوي على "منازل السماء". الاستثمار الرئيسي أو عائلة الفهيم من أبو ظبي. أكمل المهندسون المعماريون الأستراليون أعمال التصميم العمل في المباني.

### مجمع دبي للاستثمار
مجمع دبي للاستثمار هو مشروع تطوير متعدد الاستخدامات في دبي، الإمارات العربية المتحدة. عند اكتماله، ستبلغ مساحته 3200 هكتار أو حوالي 9 كيلومترات من الخليج العربي بالقرب من المنطقة الصناعية في جبل علي. عند اكتماله سيكون لديه مستوطنات صناعية وتجارية وسكنية وترفيهية. سيتم إنشاء مجمع دبي للاستثمار على مراحل، ولم يتبق سوى مرحلة واحدة للانتهاء.

### قرية جبل علي
قرية جبل علي هي إعادة تطوير لقرية جبل علي الحالية. أُنشِئت قرية جبل علي الحالية في عام 1977؛ لتوفير السكن للوافدين. وقد بدأت أعمال البناء لإعادة تطوير قرية جبل علي في عام 2008، وكان من المتوقع أن تكتمل بحلول عام 2013. وسيتم هدم الفلل وعقود الاستغلال للمستأجرين الحاليين مما سيتيح مساحة لبناء فلل جديدة. وستشمل قرية جبل علي عند اكتمالها مرافق تجارية ومجتمعية ومتاجر للبيع بالتجزئة، بالإضافة إلى توسيع الحديقة المركزية الحالية إلى 12 هكتارًا.

### مدينة دبي للإنتاج
مدينة دبي للإنتاج (DPC)، والمعروفة سابقًا باسم المنطقة العالمية للإنتاج الإعلامي (IMPZ)، هي منطقة حرة ومنطقة تملك حر تقدم خدماتها لشركات الإنتاج الإعلامي في دبي، الإمارات العربية المتحدة. تقع في معيصم 1. وتمتد منطقة دبي للطاقة على مساحة 43.000.000 قدم مربع (4.000.000 متر مربع) على طريق الشيخ محمد بن زايد، بالقرب من مدينة دبي الرياضية وملاعب الجميره للغولف وقرية جميرا. وتخطط حكومة دبي لتحويل هذه المنطقة إلى الجيل القادم من مدينة دبي للإعلام.

### جزر النخيل
تتكون جزر النخيل من ثلاث جزر صناعية هي نخلة جميرا ونخله ديرة ونخلة جبل علي. كلفت من قبل الشيخ محمد بن راشد آل مكتوم كوسيلة لزيادة السياحة في دبي. ومن المخطط أن تحتوي كل جزيرة على عدد كبير من المراكز السكنية والترفيهية وستضيف 520 كيلومترًا من الشواطئ إلى المدينة. يتم بناؤها من قبل شركة نخيل العقارية.

نخلة جميرا

### نخلة جميرا
تتكون نخلة جميرا من "جذع" و"تاج" وجزيرة "هلالية" محيطة بها ستشكل حاجز أمواج بطول 11 كيلومترًا. الجزيرة نفسها تبلغ مساحتها 5 كيلومترات في 5 كيلومترات. وسيضيف 78 كيلومتراً إلى ساحل دبي. أنشأت المرحلة الأولى من التطوير 4000 مسكن. بدأ السكان بالانتقال إلى عقارات نخلة جميرا بحلول نهاية عام 2006، بعد خمس سنوات من بدء استصلاح الأراضي، وفقاً لمطور المشروع شركة نخيل العقارية. كان هذا إيذانًا بنهاية المرحلة الأولى من البناء، والتي تضمنت ما يقرب من 1400 فيلا على 11 سعفة من سعف الجزيرة وحوالي 2500 شقة ساحلية في 20 مبنى على الجانب الشرقي من الجذع. في السنوات الأخيرة، أصبحت الجزيرة واستمرت في تطوير مشاريع سكنية كبيرة تجتذب المستثمرين المحليين والأجانب. كانت شركة إلينغتون العقارية أحد المطورين الرئيسيين في الجزيرة، حيث بلغ إجمالي مساحتها أكثر من مليون قدم مربع في 6 مشاريع منفصلة.

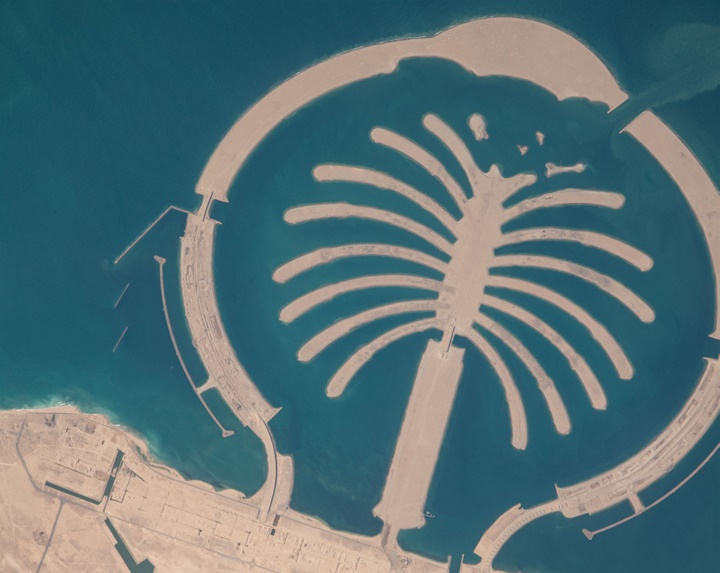
نخلة جبل علي

### نخلة جبل علي
بدأ إنشاء جزيرة النخلة في جبل علي في أكتوبر 2002، ومن المتوقع أن يتم الانتهاء منها في منتصف عام 2008. وبمجرد الانتهاء منه، سيتم تطويقه بمشروع واجهة دبي البحرية. وسيشمل المشروع، الذي سيكون أكبر بنسبة 50 بالمائة من نخلة جميرا، ستة مراسي، ومنتزهًا مائيًا، و"القرية البحرية"، وحدائق بوش، ومنازل مبنية على ركائز متينة فوق الماء، وممرات خشبية تحيط بـ "سعف" النخلة. "نخل".

### نخلة ديرة
أُعلن عن تطوير نخلة ديرة في أكتوبر 2004. ومن المتوقع الانتهاء منها في عام 2015، الأمر الذي كان سيجعلها جزر النخيل ذات 41 سعفة. علق المشروع بسبب الأزمة المالية 2007-2008، ولم يحدث تطور يذكر منذ عام 2021.

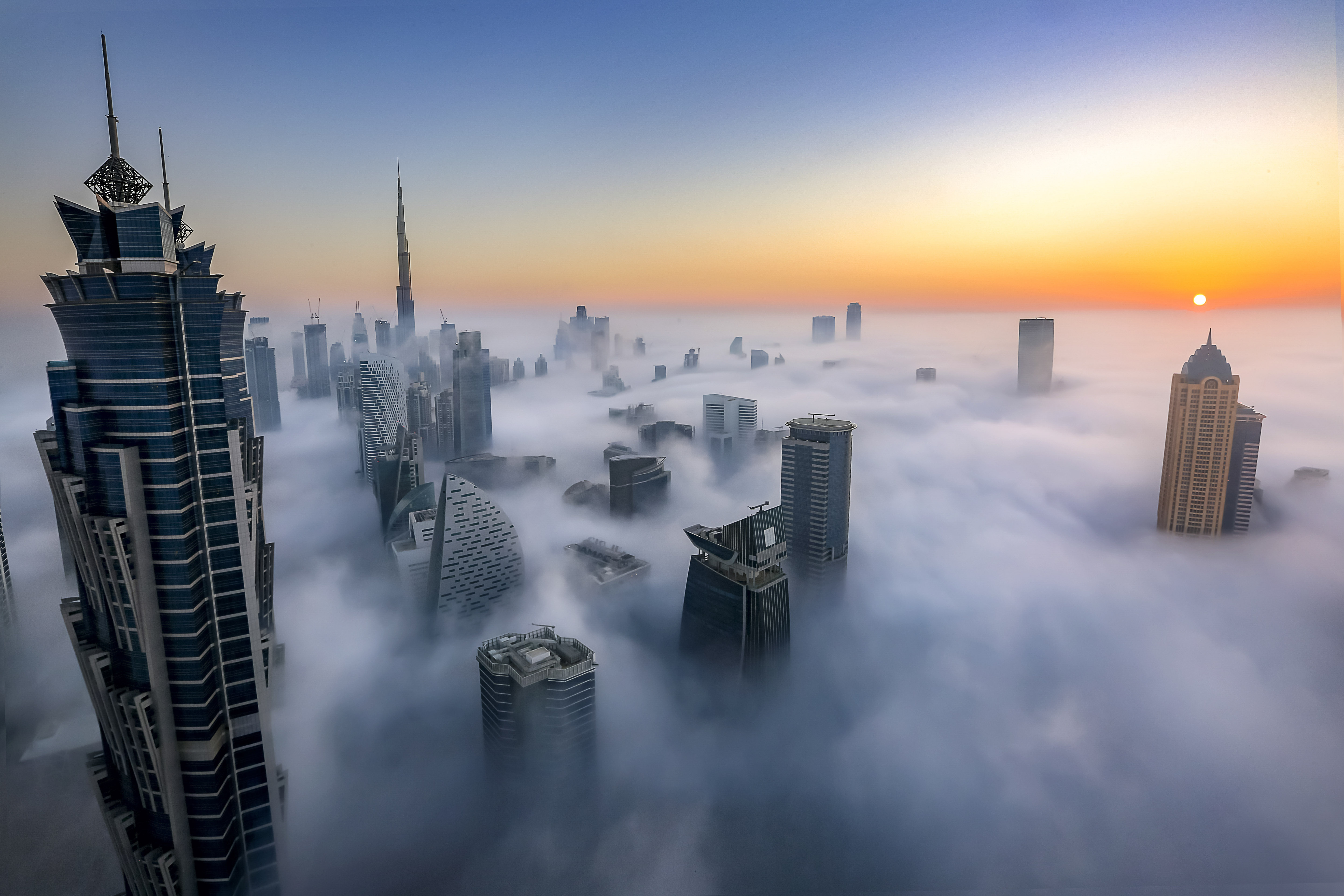
مدينة الحبتور

### مدينة الحبتور
مدينة الحبتور هو مشروع متعدد الاستخدامات يتكون من ثلاثة فنادق (سانت ريجيس دبي، ويستن، الحبتور سيتي، دبليو دبي – الحبتور سيتي) وثلاثة أبراج سكنية شاهقة بتكليف من مجموعة الحبتور في عام 2012. يعد فندق سانت ريجيس دبي، وهو جزء من مجموعة الفنادق، أول فندق يتم افتتاحه في ديسمبر 2015، كما افتتح فندق دبليو دبي – الحبتور سيتي لأول مرة في يونيو 2016، كما استقبل فندق ويستن دبي، الحبتور سيتي أول ضيوفه في أغسطس 2016. يقع فندق الحبتور سيتي في موقع أحد أقدم فنادق دبي، فندق متروبوليتان على طريق الشيخ زايد (طريق إ11).

### أبتاون دبي
أبتاون دبي هو المشروع قيد الإنشاء في دبي في عام 2017، ويقترح مركز دبي للسلع المتعددة اسم أبتاون دبي مستقبل دبي، برج أبتاون ذا بلازا وبرج 2020، ثاني أطول مبنى في دبي والإمارات العربية المتحدة، يبدأ البناء في عام 2018 للتجارة العالمية مركز في نيويورك.

## التطورات المعلقة

### جميرا جاردن سيتي
تشير الخطة الرئيسية لمدينة جميرا جاردن سيتي إلى إعادة تطوير مساحة أرض تبلغ 9،000،000 (تسعة ملايين) متر مربع، والتي صورت لتكون جزءًا من الخطة الإستراتيجية لعام 2015 لدبي. يتكون المشروع من 12 منطقة بمساحة مبنية تبلغ 14.000.000 (أربعة عشر مليون) متر مربع. وتهدف مدينة جميرا جاردن إلى تلبية احتياجات عدد سكان يتراوح بين 50.000 إلى 60.000 نسمة. وتبلغ تكلفة المشروع حوالي 350 مليار درهم (حوالي 95 مليار دولار). ويأتي هذا الإعلان جنبًا إلى جنب مع الركود العالمي الذي حطم ثقة المستثمرين في جميع أنحاء العالم، لكنه يستمر في إظهار أن دبي عازمة على مواصلة رؤية صاحب السمو الشيخ محمد بن راشد آل مكتوم، نائب رئيس الدولة رئيس مجلس الوزراء حاكم دولة الإمارات العربية المتحدة.

### فندق وبرج ترامب الدولي، دبي
كان فندق وبرج ترامب الدولي عبارة عن فندق ناطحة سحاب مقترح في جذع نخلة جميرا والذي الغى رسميًا في عام 2011.

### برج العالم
برج العالم عبارة عن أرخبيل من صنع الإنسان يتكون من 300 جزيرة على شكل خريطة العالم، ويتم بناؤه حاليًا قبالة سواحل دبي، الإمارات العربية المتحدة. يعد "برج العالم" واحدًا من سلسلة مشاريع الجزر الاصطناعية في دبي، إلى جانب جزر النخيل، ومثل الجزر الأخرى. يتم بناء "برج العالم" بشكل أساسي باستخدام الرمال المجروفة من البحر. برج العالمم هو من أفكار الشيخ محمد بن راشد آل مكتوم، حاكم دبي. اعتبارًا من نوفمبر 2009، انتهى من اثنتين فقط من مئات الجزر، ويعلوها منزل كبير والعديد من الأشجار. ولا تزال جميع المناطق الأخرى قاحلة، ولا يوجد سوى القليل جدًا من معدات البناء.

### أوكيانا، العالم
أوكيانا هو أرخبيل من الجزر الاصطناعية التي تشكل القارة الأسترالية للتنمية العالمية، قبالة ساحل دبي. كانت الخطط الأصلية تتضمن 14 جزيرة (15 بما في ذلك الجزيرة التي تحتل موقع ميلانيزيا)، والتي خصصت لمواقع أستراليا ونيوزيلندا وغينيا الجديدة. اشترت الجزر من قبل دار الاستثمار (شركة مقرها في الكويت) وشركة إيفاد القابضة في أواخر عام 2006. واسم أوكيانا هو كلمة عربية أوقيانوسيا. اختيرت الجزر لأنها واحدة من أقرب مجموعة جزر من دبي، كما أنها تتمتع بأفضل إطلالة على المدينة، والتي تبعد حوالي 4 كم (2.5 ميل).

### دبي لاند
دبي لاند جزء من دبي القابضة، وهو مجمع ترفيهي قيد التطوير في دبي، الإمارات العربية المتحدة. قسم بناء دبي لاند إلى أربع مراحل. ويجري العمل حالياً على المرحلة الأولى. سيتم الانتهاء من المرحلة الأولى من المراحل الأربع لتطوير دبي لاند في أوائل عام 2008 حيث قرر المطورون توسيع الحديقة بنسبة 50% بعد ذلك رفع تاريخ الانتهاء منها. ومن المقرر الانتهاء من المرحلة النهائية لبعض الوقت بين عامي 2015 و 2018 ومن المتوقع أن تكون أكبر من منتجع والت ديزني العالمي. وهناك عدد قليل من مرافق دبي لاند مثل دبي أوتودروم والقرية العالمية تعمل بالفعل.
ستضم دبي لاند ست مناطق (أو عوالم) تحت رايات:
مناطق الجذب والتجارب العالمية 13 كيلومتر مربع (5.2 ميل مربع)، والتي ستشمل المنتزهات الترفيهية، والقرية العالمية، ومدينة الأطفال، وعالم العمالقة، ويونيفرسال ستوديوز دبي لاند، والحدائق المائية، ودبي سنودوم (منتجع تزلج داخلي).
عالم التجزئة والترفيه بمساحة 4 كيلومتر مربع (1.6 ميل مربع)، والذي ستشمل سوق السلع المستعملة، ومجمع التجارة العالمي، وعالم المزاد، ومنافذ بيع المصانع.
عالم الترفيه والعطلات بمساحة 29 كيلومتر مربع (11.2 ميل مربع)، والذي ستشمل عالم المرأة، الوجهة دبي، مملكة الصحراء، والمنتجع والسبا الأندلسي.
عالم السياحة البيئية بمساحة 75 كيلومتراً مربعاً (28.9 ميلاً مربعاً)، والذي ستشمل رحلات السفاري الصحراوية، وفندق ساند ديون، ومخيمات الصحراء، ورؤية دبي التراثية.
عالم الرياضة والأنشطة الخارجية بمساحة 19 كيلومتر مربع (7.4 ميل مربع)، والتي ستشمل مدينة دبي الرياضية، ومدينة دبي للجولف، وعالم الإمارات للرياضة، ونادي بلانتيشن للفروسية والبولو، ومضمار دبي أوتودروم.
وسط المدينة 1.8 كيلومتر مربع (0.7 ميل مربع)، والذي ستشمل مدينة العرب (مول العرب، الذي سيكون أكبر مركز تسوق في العالم)، وسيتي ووك، وعجلة دبي الكبرى (دولاب هواء بطول 185 مترًا)، وعالم الألعاب الافتراضية.

### بوادي، دبي لاند
بوادي هو مشروع أعلنته حكومة دولة الإمارات العربية المتحدة ومستثمرون آخرون في 1 مايو 2006. ويدعو المخطط الرئيسي لبوادي إلى إنشاء شارع بطول 10 كيلومترات في دبي يضم 51 فندقًا وأكثر من 60.000 غرفة. ومن مشاريع هذا الاستثمار فندق منتجع آسيا آسيا الذي سيكون أكبر فندق في العالم بأكثر من 6500 غرفة. سيحتوي المشروع على فنادق على طول الشريط تتكون من مواضيع آسيوية وعالمية والأمريكتين والشرق أوسطية والإفريقية والأوروبية. تشمل الأمثلة فندق وايلد وايلد ويست ذو الطابع الأمريكي.

### المدينة العربية، دبي لاند
المدينة العربية هي مدينة صغيرة داخل دبي لاند. وسيضم أحد أكبر مراكز التسوق في العالم، و34 برجًا تجاريًا وسكنيًا، ومدينة ملاهي للديناصورات، وقناة محاطة بمباني سكنية وتجارية ذات طابع شرق أوسطي.

### فالكونسيتي العجائب
يعد فالكونسيتي العجائب مشروعًا فريدًا من نوعه سواء من حيث مكوناته أو حجمه. تبلغ مساحة اف سى دو أكثر من 40،000،000 قدم مربع، وتستضيف عجائب الدنيا السبع والمراكز التجارية والمنتزه الترفيهي المميز والمراكز العائلية والمرافق الرياضية والمعاهد التعليمية، بالإضافة إلى أكثر من 5500 وحدة سكنية تتنوع في التصميم والموقع والحجم، تلبية احتياجات ومتطلبات كل من المستثمرين والمستخدمين النهائيين. وهي جزء من دبي لاند، وتغطي مساحة 100 فدان (0.40 كيلومتر مربع) بتكلفة تقدر بـ 1.5 مليار دولار.

### مول العرب
سيكون مول العرب مركز تسوق ضخم سيتم بناؤه كجزء من مدينة العرب في مباني منتزه دبي لاند الترفيهي في دبي. اعلن عن المشروع من قبل مجموعة إلياس ومصطفى كلداري، وسيشمل مرافق ترفيهية وترفيهية، ومسرح مسرح، ويتميز بتصميم خارجي شرق أوسطي قديم. تبلغ مساحة المرحلة الأولى القابلة للتأجير 4،000،000 قدم مربع (370،000 متر مربع)، ومع ذلك، عند اكتمال جميع المراحل، ستكون المساحة الإجمالية القابلة للتأجير 10،000،000 قدم مربع (930،000 متر مربع).

### هيدروبوليس
كان فندق ومنتجع هيدروبوليس تحت الماء فندقًا مخططًا ليكون أول منتجع فاخر تحت الماء في العالم. وينبغي أن تكون على عمق 66 قدمًا (20 مترًا) تحت سطح الخليج العربي، قبالة شاطئ جميرا.

### الكون
كان الكون عبارة عن أرخبيل اصطناعي مخطط له على شكل مجرة درب التبانة والنظام الشمسي، سيتم بناؤه على ساحل دبي، الإمارات العربية المتحدة. كان من المقرر أن يقع الكون بين نخلة جميرا والعالم وجميرا ونخلة ديرة. أجلت خطة المشروع إلى أجل غير مسمى في عام 2009.

### واجهة دبي البحرية
من المقترح أن تصبح واجهة دبي البحرية أكبر واجهة بحرية وأكبر مشروع من صنع الإنسان في العالم. المشروع عبارة عن مجموعة من القنوات والجزر الصناعية؛ وسوف تحتل آخر ساحل الخليج العربي المتبقي في دبي، الإمارة الأكثر اكتظاظا بالسكان في دولة الإمارات العربية المتحدة. وستتكون من سلسلة من المناطق ذات الاستخدام المختلط بما في ذلك المناطق التجارية والسكنية والمنتجعات والمرافق.

## التطورات المقترحة

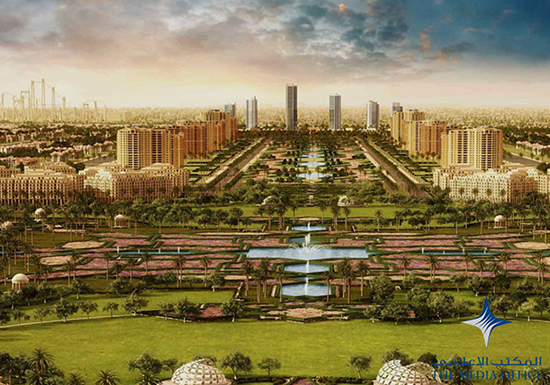
مدينة محمد بن راشد

### مدينة محمد بن راشد
مدينة محمد بن راشد هي تنمية متعددة الاستخدامات مخطط له. في نوفمبر 2012، أعلن حاكم دبي الشيخ محمد بن راشد آل مكتوم عن إنشاء ما أسماه "مدينة" جديدة داخل دبي. يجب أن يحتوي المجمع على أربعة مكونات:
السياحة العائلية، بما في ذلك حديقة قادرة على استقبال 35 مليون زائر سنويا، وأكبر مجمع ترفيهي وترفيهي عائلي في الشرق الأوسط وأفريقيا وشبه القارة الهندية. ومن المقرر إنشاء الحديقة بالتعاون مع شركة يونيفرسال ستوديوز وستضم أكثر من 100 فندق جديد البيع بالتجزئة، بما في ذلك أكبر مركز تسوق في العالم.
الفنون، بما في ذلك أكبر مساحة للمعارض الفنية في الشرق الأوسط وشمال أفريقيا.
ريادة الأعمال والابتكار.
وتظهر الرسومات التي قدمها الشيخ في نوفمبر 2012 أن التطوير يغطي كافة الأراضي الفارغة التي يحدها:
طريق الخيل (إ44) من الشمال الغربي
D63 في الجنوب الغربي/ الغرب
شارع إ 611 (إ311) جنوب/جنوب شرق
إ66 في الشرق/ الشمال الشرقي
بالإضافة إلى ذلك، يظهر المجمع على أنه يتضمن حدائق محمد بن راشد بالإضافة إلى مشاريع التطوير الحالية في وسط مدينة دبي/برج خليفة والخليج التجاري.

### برج ديناميكي
البرج الديناميكي (المعروف أيضًا باسم مبنى الهندسة المعمارية الديناميكية أو برج دافنشي) هو برج مقترح بطول 420 مترًا (1378 قدمًا) مكون من 80 طابقًا في دبي، الإمارات العربية المتحدة. وبشكل فريد، سيكون كل طابق قادرًا على الدوران بشكل مستقل. سيؤدي ذلك إلى تغيير شكل البرج باستمرار. سيتم دوران كل طابق بحد أقصى 6 أمتار (20 قدمًا) في الدقيقة، أو دورة كاملة خلال 90 دقيقة.

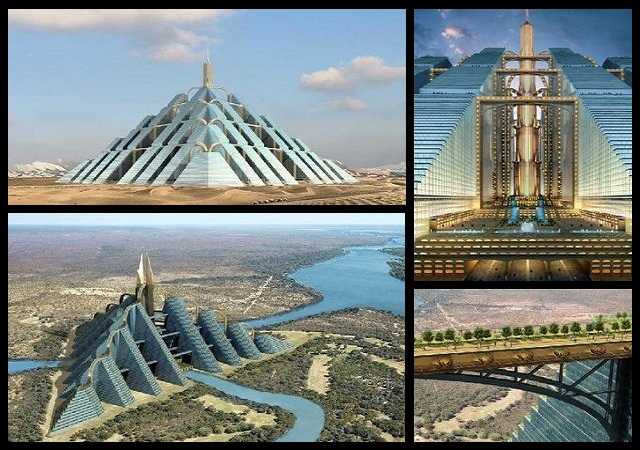
هرم زقورة، دبي

### هرم زقورة، دبي
عمارة بيئية بشكلٍ هرمي تم تصميمه لدبي عام 2008. ومن المقدر أن يبدأ البناء في عام 2021، وسيتم الانتهاء منه بحلول عام 2028.